# منطقة الجوف
منطقة الجوف هي إحدى مناطق المملكة العربية السعودية وتقع في شمال وسط المملكة العربية السعودية على الحدود مع المملكة الأردنية الهاشمية. تعدّ المنطقة من أقدم مناطق الاستيطان في شبه الجزيرة العربية حيث عثر بها على مواقع استيطان تعود لفترة العصر الحجري القديم وللحضارة الأشولينية واستمر الاستيطان فيها عبر العصر النحاسي وتكونت بها مملكة عرفت باسم مملكة قيدار (مملكة دومة الجندل وأيضاً مملكة أدوماتو) والتي كانت في تمرد ونزاع مع الدولة الأشورية للاستقلال وهي الفترة التي ظهر فيها اسم العرب في النصوص التاريخية. لاحقاً نشأت مملكة مسيحية تحت حكم قبيلة بني كلب واستمرت حتى وصول الإسلام وضمها إلى الأراضي الإسلامية، ومن ثم سيطرت قبيلة طيء بفروعها على المنطقة وما حولها. مع بداية العصر الحديث ونشأة الدولة السعودية الثالثة كانت الجوف موقع صراع بين أسرة الرشيد من عبدة من شمر وأسرة الشعلان من الرولة من عنزة ولكن المنطقة خضعت في النهاية لحكم الملك عبد العزيز بن عبد الرحمن آل سعود ضمن خطته لتوحيد المناطق.
تعدّ منطقة الجوف من أخصب المناطق في المملكة العربية السعودية، ويعدّ مركز بسيطاء - أحد مراكز الجوف التابعة لمحافظة طبرجل - «سلة غذاء المملكة» بسبب تنوع المزروعات فيها، حيث أن الموقع الجغرافي للمنطقة وكونها ذات مناخٍ معتدلٍ صيفاً بالإضافة إلى خصوبة التربة ووفرة المياه الجوفية وعذوبتها ساعدها في حصولها على هذا اللقب. اشتهرت المنطقة بزراعة أشجار الزيتون حيث تقوم الجوف بإنتاج ما يقارب 67% من الإنتاج المحلي لزيت الزيتون في المملكة. تشتهر المنطقة أيضاً بزراعة أشجار النخيل، حيث تنتج المنطقة قرابة 150 ألف طنٍ من التمور سنوياً. تنتج المنطقة بالإضافة لما سبق الفواكه والخضروات والقمح والشعير.

## التسمية
الجوف من الأرض هو ما اتسع واطمأن فصار كالجوف، وهو أوسع من الشعب تسيل فيه التلاع والأودية، وقد استخدمت كلمة الجوف للدلالة على أكثر من موضع في شبه الجزيرة العربية منها محافظة الجوف اليمنية الواقعة بين محافظة مأرب ومحافظة حضرموت في اليمن من جهة ومنطقة نجران في السعودية من جهة أخرى، كما استخدمت الكلمة أيضاً للدلالة على مواضع في اليمامة وديار سعد، وتحمل العديد من المناطق اسم الجوف مثل جوف آل معمر في منطقة عسير، وجوف بني هاجر في المنطقة الشرقية.
كانت منطقة الجوف تعرف سابقاً باسم جوف آل عمرو وهم بطن من قبيلة طيء كان يسكن بها، كما عرفت أيضاً باسم جوف السرحان الذي استمد اسمه من وادي السرحان، الذي تم تسمية ذلك إلى كثرة الذئاب التي ترد مياهه القريبة، وهو وادٍ يمتد من الطرف الشمالي الغربي لصحراء النفود الكبير حتى يصل إلى شرق الأردن. تستخدم كلمة الجوف محلياً للإشارة إلى مدينة دومة الجندل.

## التاريخ

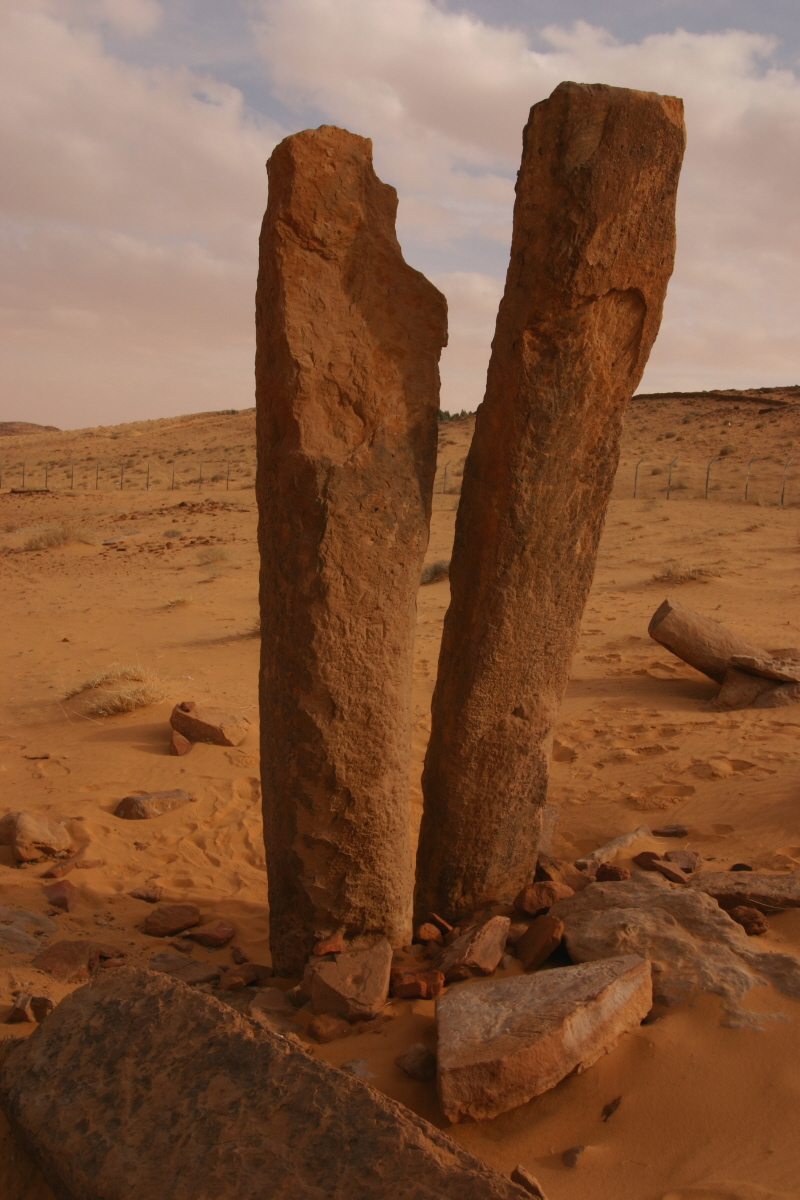
أعمدة من موقع الرجاجيل الأثري في سكاكا.

### العصور القديمة
دلَّت المكتشفات الأثرية في المنطقة على أنها كانت مسكونة منذ القدم، حيث اكتشفت إدارة الآثار والمتاحف موقعاً في سنة 1977 بالقرب من مركز الشويحطية (الموقع 201-49) والذي يعود للعصر الحجري القديم، وفي سنة 1985 قام الفريق الأثري بإشراف نورمان هويلن (Norman Whalen) بدراسة الموقع وتبين أن بقربه 16 موقعاً وأن أغلبها يعود إلى الفترة الآشولية الأولى. في سنة 1970 قام فريدريك وينيت (Frederick Winnett) ووليام ريد (William Reed) بنشر كتاب ضم نتائج زيارتهما لآثار أعمدة الرجاجيل في سنة 1966. الموقع ضم العديد من الأدوات الحجرية والكسر الفخارية التي استخدمت لتحديد تاريخ الموقع، حيث أن الموقع يعود لحضارة العصر النحاسي خلال الألف الرابع قبل الميلاد، كما عثر بالقرب منه على مجموعة من المدافن الركامية. عثر أيضاً على مجموعة من الدوائر الحجرية وعلى أدوات حجرية في موقع جبل ماقل ويعود بعضها إلى العصر النحاسي. عثر أيضاً على قريتين أثريتين تحمل الأولى اسم «موقع 201 - 54» والأخرى اسم «موقع 201 - 56» وهذان الموقعان يعودان لذات الفترة وهي العصر النحاسي. وقد عثر مؤخراً على العديد من المواقع على حافة صحراء النفود وأهمها: الموقع 201 - 60 والموقع 201 - 61 وهي تعود للعصر الحجري المتوسط. وفي نوفمبر 2023 اكتُشفت آثار معمارية بموقع الطوير الأثري بمدينة سكاكا تعود للفترة ما بين 300 ق.م و100م، منها بقايا برج مراقبة.

### النفوذ الآشوري

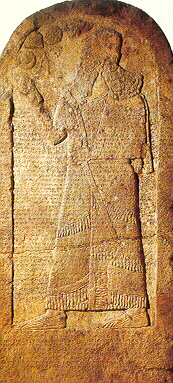
نصب الملك شلمنصر الثالث والذي يذكر الملك جندبو العربي وملوك التحالف.

للمنطقة أهمية إستراتيجية لسيطرتها على طريق البخور والذي يمر من الجنوب إلى الشمال ثم إلى بلاد الرافدين، ولذلك كانت مطمعاً للدولة الآشورية. اعتبر الآشوريون سكانها الذين شكلوا مملكة قيدار، تهديداً لها ولحدودها بسبب تحالف قادتها الدائم مع أعدائهم ومحاولتهم التمرد ودعم المتمردين؛ حيث ظهرت أول إشارة للعرب في عهد شلمنصر الثالث (858 قبل الميلاد ~ 824 قبل الميلاد) في نُصب وضع في سنة 853 قبل الميلاد للإشارة إلى معركة قرقور والتي هزم فيها الملك جندبو وقوات الهجانة وعددها 1000 مع بقية الملوك الأحد عشر الذين شكلوا تحالفاً ضد الدولة الآشورية. لاحقاً في عهد تغلث فلاسر الثالث (745 قبل الميلاد ~ 727 قبل الميلاد) كانت الملكة زبيبة ملكة العرب ضمن قائمة الملوك الذين دفعوا الإتاوة وسجلت أسماؤهم في السجلات. لاحقاً تمردت الملكة شمسي على تغلث فلاسر الثالث وخانت العهد الذي بينهما وتحالفت مع ملك دمشق، ولذلك أعلن تغلث فلاسر الثالث الحرب على الملكة واستطاع أن يهزمها ويقتل 9400 من المحاربين ويأسر أكثر من ألف من شعبها وينهب 30 ألف جمل و20 ألفاً من الأغنام وخمسة آلاف كيس من التوابل واضطرها للهرب إلى عمق الصحراء للنجاة بحياتها. أدركت الملكة شمسي ما حل بها وأحضرت معها الجمال والنوق وذهبت إلى الملك وأعلنت الطاعة له، فأعادها تغلث فلاسر الثالث إلى الحكم وعين عليها مسؤولاً ليراقبها ومعه 10 آلاف جندي.
في عهد سنحاريب (705 قبل الميلاد ~ 681 قبل الميلاد) قامت الملكة يثيعة بدعم مردوخ أبلا إيدينا الثاني للدفاع عن بابل من جيش الدولة الآشورية وأرسلت أخاها ليشارك في المعركة الواقعة في مدينة كيش في سنة 703 قبل الميلاد. لاحقاً جهز سنحاريب حملة أخرى قضت على الملكة تلهونة التي خلفت الملكة يثيعة، حيث قام في سنة 688 قبل الميلاد بمهاجمة جيشها ثم اللحاق بها بعد هروبها إلى دومة الجندل وأسرها مع الأميرة تبوعة ونهب معبوداتها وأخذهم أجمعين إلى نينوى. لاحقاً في عهد آسرحدون (681 قبل الميلاد ~ 669 قبل الميلاد) أشارت النصوص الآشورية أن حزائيل الذي هرب مع الملكة تلهونة أصبح حاكماً على العرب وأتى إلى نينوى مع العديد من الهدايا وقبل قدمي الملك وتوسل له أن يعيد آلهة دومة الجندل، حيث قبل آسرحدون بهذا الأمر وعين الأميرة تبوعة ملكة مع حزائيل. بعد وفاة حزائيل أصبح ابنه يثع ملكاً لكنه واجه ثورة طالبت بالاستقلال عن الدولة الآشورية خصوصاً مع زيادة الإتاوات المفروضة، ولكن الثورة أخمدت على يد الجيش الآشوري.
لاحقاً تمرد الملك يثع على آسرحدون بعد انشغال الأخير في محاولة فتح مصر وهزيمة الفرعون طهارقة. قام جيش سنحاريب بهزيمة يثع وأخذ آلهته مرة أخرى لكن يثع هرب. مات سنحاريب وتولى بعده آشوربانيبال (668 قبل الميلاد ~ 627 قبل الميلاد) فعاد يثع وتوسل إلى آشوربانيبال وأقسم بالولاء له. وما إن عادت الآلهة إلى يثع حتى رفض دفع الإتاوات وجمع العرب وتمرد على الدولة الأشورية مجدداً فأرسل إليه آشوربانيبال جيشاً هزمه وأتباعه واضطر يثع للهروب مجدداً. بعد ذلك تمردت عطية زوجة يثع ملكة العرب ومعها عمولادي الملك الجديد الذي هاجم الدولة الآشورية لكنه هزم وأسر على يد الملك كامش ملك مؤاب وأُخذ إلى نينوى مع الملكة عطية التي هزمها آشوربانيبال وعاقبهما.

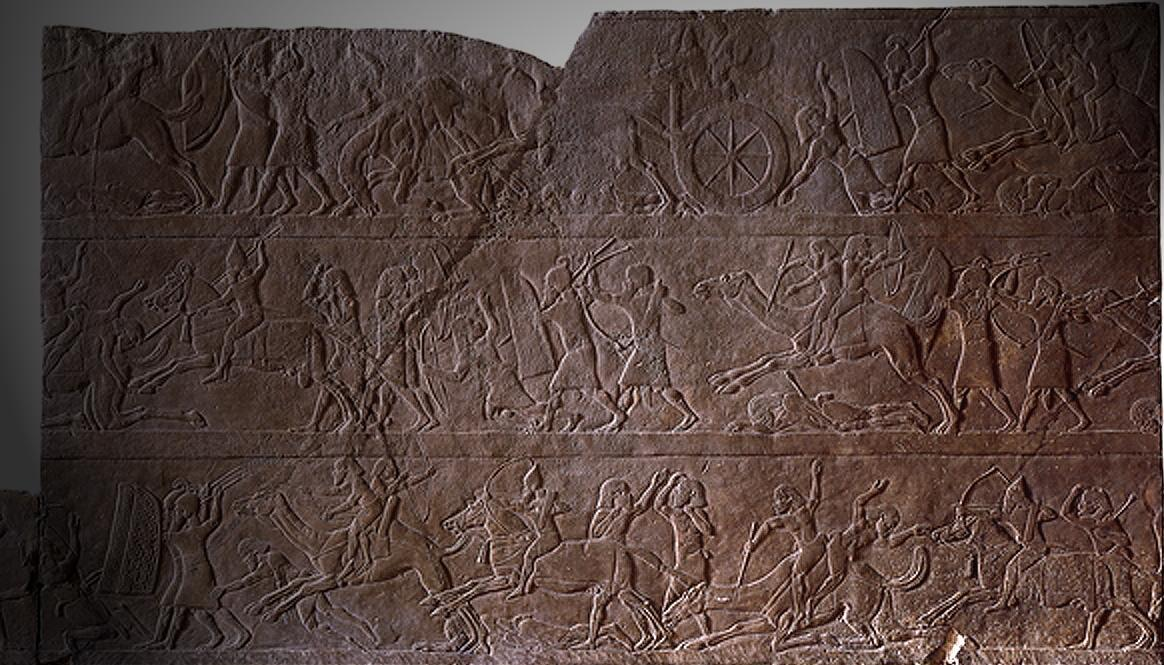
معركة بين الآشوريين والعرب في عهد آشوربانيبال.

قام آشوربانيبال بعد أن هزم العرب بتعيين أب يثع بن تعري ملكاً وفرض عليه إتاوة سنوية، لكن أب يثع انضم إلى تمرد شمش شوم أوكين شقيق آشوربانيبال الأكبر وملك بابل وحاول أب يثع أن يدخل بجيشه إلى بابل لكن قوات آشوربانيبال المرابطة قامت بهزيمته واضطر للهرب. عاد أب يثع إلى نينوى وطلب السماح من الملك فعينه مجدداً ملكاً على العرب ولكن أب يثع تمرد مجدداً بمعونة يثع بن حزائيل الملك السابق لقيدار، وهذه المرة شن آشوربانيبال حملة كبرى ضد مملكة قيدار استطاع خلالها أن يأسر أغلب الجيش ثم تتبع الهاربين فمنع منهم الماء فمات بعضهم عطشاً واستسلم البعض الآخر.

### منذ القرن السادس قبل الميلاد
مع سقوط الدولة الآشورية ونشأة الإمبراطورية البابلية الحديثة، بدا أن علاقة العرب الذين سكنوا المنطقة مع الدولة الجديدة كانت علاقة سلمية لانعدام الغزوات والغارات مع أن نبوخذ نصر الثاني (605 قبل الميلاد ~ 562 قبل الميلاد) قام بعدة غارات على قبائل عربية في السنة السادسة من حكمه إلا أنه لا يوجد دليل على كون هذه القبائل قد سكنت في هذه المنطقة. لاحقاً تغيرت سياسة الدولة البابلية من السلم إلى الاحتلال حيث سيطر نبو نيد (556 قبل الميلاد ~ 539 قبل الميلاد) على أراضٍ تشمل تيماء، ودادان، وخيبر، ويثرب وتقع إلى الجنوب من دومة الجندل أهم مدن مملكة قيدار سابقاً. ذكر ستيفن سكميد (Stephan G. Schmid) ومايكل موتُن (Michel Mouton) أن من المحتمل أن مملكة قيدار تعاونت مع نبو نيد للقضاء على مملكة تيماء في الجنوب. لم تستمر الدولة البابلية طويلاً بعد نبو نيد فاستولى عليها كورش الكبير ملك الأخمينيين (550 قبل الميلاد ~ 529 قبل الميلاد) إلا أن المنطقة لم تخضع لسلطة الفرس أبداً حسبما قاله المؤرخ اليوناني هيرودوت.

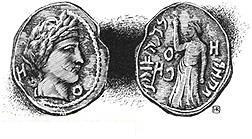
عملة برونزية تظهر الملك الحارث الرابع.

حكمت مملكة قيدار منطقة واسعة بعد النصف الثاني من القرن الخامس قبل الميلاد، وهذه المناطق شملت جنوب فلسطين إلى تل الدوير، وشبه جزيرة سيناء، والمناطق الجنوبية من شرق الأردن، وجنوباً إلى الحجاز. لاحقاً يذكر الكتاب المقدس وهيرودوت أن جشم العربي كان ممن عادى النبي نحميا في إعادة بناء أسوار القدس في سنة 445 قبل الميلاد. اكتشفت في مدينة بيت أتوم في غرب سيناء أوانٍ فضية عليها اسم الملك قينو بن جشم ملك قيدار والذي قدم قرباناً إلى اللات، ويعتقد أنه ابن الملك جشم المذكور في العهد القديم. بعد احتلال الإسكندر لمدينة غزة في سنة 332 قبل الميلاد بدأ اسم مملكة قيدار بالاختفاء ليظهر بدلاً منها اسم مملكة الأنباط. وقد بدأوا بالسيطرة على طريق البخور. لاحقاً فقد الأنباط سيطرتهم على التجارة البحرية في البحر الأحمر واتجهوا إلى توسيع ملكهم في الأراضي الجنوبية فعادت دومة الجندل مجدداً إلى الواجهة لأنها ربطت بين الجرهاء والبتراء العاصمة ومدينة بصرى. عُثر في العديد من المواقع في المنطقة على نقوش أثرية تعود إلى عهد عدة ملوك مثل الحارث الرابع، والملك مالك الثاني، والملك رب أيل الثاني،
في سنة 106 بعد الميلاد توفي الملك رب أيل الثاني واستولى الإمبراطور تراجان على أرض الأنباط وضمها تحت اسم المقاطعة العربية، وتكون مدينة دومة الجندل جزءاً من الليمس العربي. اعتبر العديد من الكتاب أن ضم المملكة حدث بشكل سلمي إلا أن نقوشاً عديدة أشارت لاحقاً إلى أن مقاومة نبطية حدثت بالفعل. هذه المقاومة تجلت في قتل الملك مالك الثالث، وهو ملك خلف رب أيل الثاني، لثلاث مئة روماني. لاحقاً يبدو أن هذه المناطق تعرضت للهجوم خلال أزمة القرن الثالث من قبل مملكة تدمر حيث أن زنوبيا (الزباء) حاولت أن تستولي على قلعة مارد في دومة الجندل ولم تستطع، فقالت: تمرد مارد وعز الأبلق. استمرت دومة الجندل لاحقاً كمركز من مراكز العرب خلال عهد الدولة البيزنطية حيث كان بها سوق دومة الجندل أحد أسواق العرب في الجاهلية. قبل ظهور الإسلام في المنطقة كانت دومة الجندل تابعة لحكم قبيلة كلب، ثم إلى الملك الأكيدر بن عبد الملك النصراني ملك مملكة كندة من قبيلة السكون.

### التاريخ الإسلامي
كان أول ذكر للجوف في شهر ربيع الأول من السنة الخامسة للهجرة عندما غزا الرسول محمد مدينة دومة الجندل لإفزاع قيصر لكون المدينة قريبة من الشام، ولأن الناس اجتمعوا فيها، وكانوا يظلمون من مر بهم، وأرادوا أن يتوجهوا للمدينة، فسار بألف من المسلمين حتى وصل إليها فهاجم ماشية بني تميم وتفرق سكان دومة الجندل فأقام الرسول فيها أياماً ثم عاد إلى المدينة. في السنة التالية أرسل الرسول سرية بقيادة عبد الرحمن بن عوف إلى دومة الجندل مجدداً ويبدو أن حاكمها في ذلك الوقت كان الأصبغ بن عمرو الكلبي فدعاه عبد الرحمن بن عوف إلى الإسلام فأسلموا وتزوج عبد الرحمن من تماضر ابنة الملك. لاحقاً أرسل الرسول خالداً بن الوليد لإحضار الأكيدر أثناء غزوة تبوك فكمن له خالد حتى نزل من الحصن وأحضره إلى الرسول فحقن دمه وصالحه على الجزية وخلى سبيله.
عندما تولى أبو بكر الصديق الخلافة واجه حروب الردة، وكان ممن ارتد سكان دومة الجندل والأعراب من حولها. وفي سنة 12 للهجرة سار خالد بن الوليد إليهم بعد معركة عين التمر فلما وصل خبره إلى الأكيدر بن عبد الملك والجودي بن ربيعة وكانا قائدين للناس فاختلفا. رأى الأكيدر قوة جيش المسلمين فخرج من دومة الجندل فأرسل إليه خالد بن الوليد من قتله. حاصر المسلمون المدينة من جهتين. كانت الأولى بقيادة خالد بن الوليد والثانية بقيادة عياض بن غنم. أما أهل دومة الجندل فكانوا بقيادة الجودي بن ربيعة وانقسم الأعراب لقسمين. هُزم جيش دومة الجندل والأعراب وأسر القادة وهرب الأعراب مع بقية الجيش إلى الحصن وأغلقوه. ظل خالد بن الوليد في دومة الجندل حتى غلب أهلها واقتلع باب الحصن ثم عاد إلى الحيرة. لاحقاً لا تذكر المنطقة إلا في إشارات مقتضبة منها أن امرؤ القيس بن الأصبغ الكلبي كان والياً للمنطقة في عهد عمر بن الخطاب حتى معركة القادسية ومن بعده عياض بن غنم، وفي عهد عثمان بن عفان أصبح مروان بن الحكم والياً عليها قبل أن يصبح كاتباً في المدينة، وفي عهد علي بن أبي طالب وقع التحكيم بينه وبين معاوية بن أبي سفيان في دومة الجندل ثم انقطع ذكرها حتى القرن الرابع الهجري.
في القرن الرابع الهجري قويت شوكة قبيلة طيء في المنطقة وأصبحت الصحراء تعرف باسم رمل بحتر (تعرف باسم صحراء النفود الكبير في وقتنا الحالي)، وأصبحت المنطقة تعرف بشكل عام باسم جوف آل عمرو، وبحتر وآل عمرو هما من قبيلة طيء. بعد القرن السابع الهجري سيطر آل الفضل من قبيلة طيء على المنطقة وقوي نفوذهم فيها إلى القرن التاسع الهجري. انحسر نفوذ آل الفضل في المنطقة ونشأ حلف جديد من عشائر طيء وهو حلف بني لام وبني نبهان، وبدأ هؤلاء بمهاجمة طريق الحج الشامي وطريق الحج المصري، وتزايدت هجماتهم حتى أجبر شيخهم الدولةَ العثمانية في سنة 927 للهجرة (1521 للميلاد) على دفع مخصص لهم.

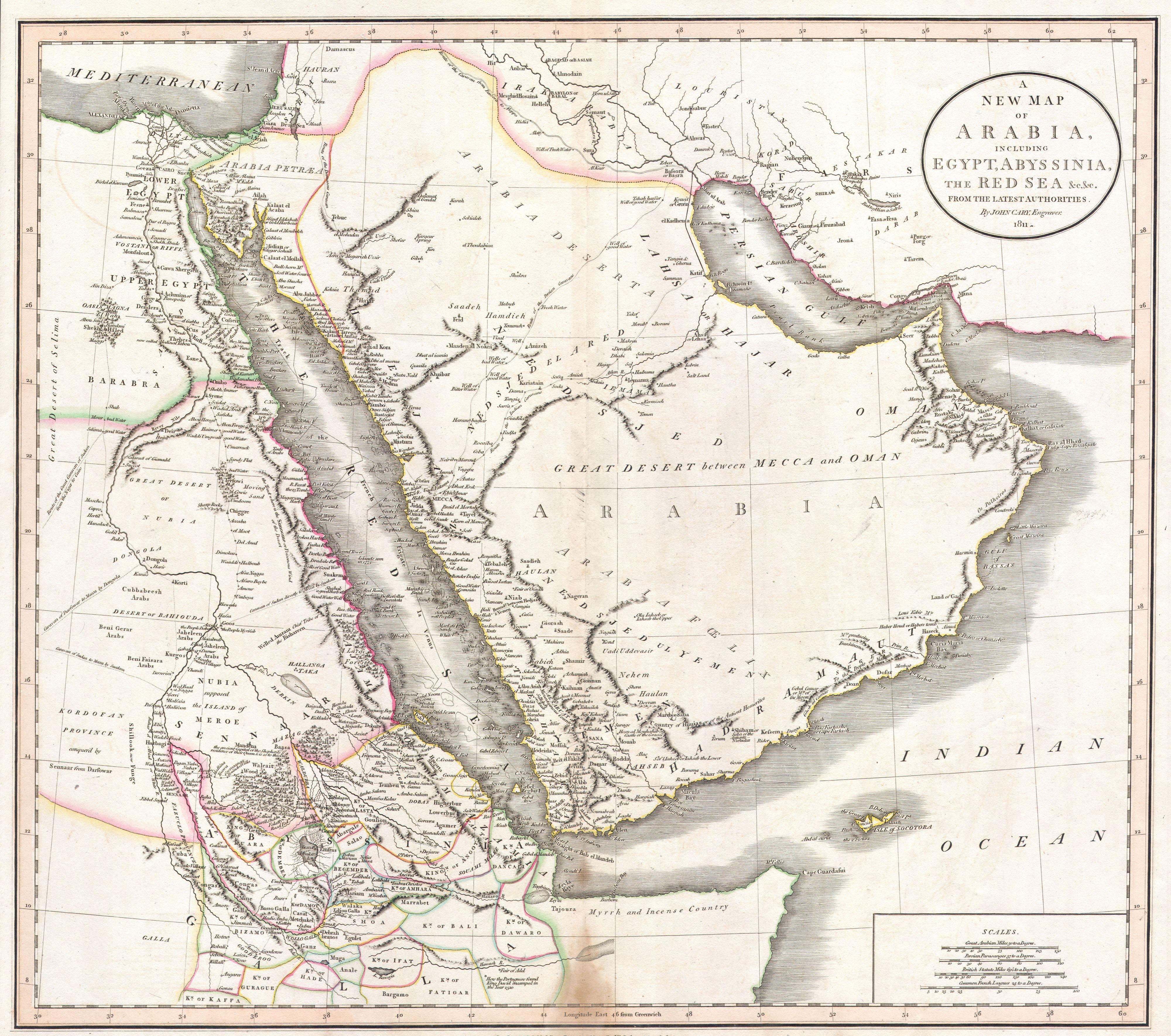
خريطة لراسم الخرائط جون كاري وتعود لسنة 1811 للميلاد وتظهر بها مدينة دومة الجندل.

### التاريخ الحديث

#### تحت حكم آل رشيد
وصلت دعوة محمد بن عبد الوهاب ونفوذ الدولة السعودية الأولى إلى الجوف في عهد الإمام عبد العزيز بن محمد بن سعود وبالتحديد في سنة 1208هـ/1793م. حيث ذكر ابن بشر أن الإمام عبد العزيز أرسل إليها جيشاً من أهل الوشم والقصيم وجبل شمر، فاستولوا على ثلاثة بلدان وحاصروا الباقين وقتل العديد من سكان الجوف وحوصر البقية حتى بايعوا للدولة. في عهد الإمام سعود الكبير بن عبد العزيز ظلت الدولة مسيطرة على المنطقة والتي كانت تشكل مع جبل شمر إمارة واحدة بقيادة محمد بن عبد المحسن آل علي. وفي سنة 1254هـ/1838م قامت قوات عبد الله بن علي الرشيد بقيادة شقيقه عبيد بمهاجمة الجوف بقوة تبلغ 3000 رجل وأجبر الأهالي على دفع الزكاة ولكنه لم يترك حاكماً أو ممثلاً له هناك. ولكن أهالي الدلهمية من سكان الجوف رفضوا دفع الزكاة سنة 1258هـ/1842م، فأرسلت إمارة حائل قوة عسكرية هي الثانية، فقامت بالهجوم على الجوف وتدمير الدلهمية وتهجير أهاليها، وتعيين والي عليها وهو الأمير فهاد الرخيص، فاستقرت الأوضاع طوال حكم عبد الله ابن رشيد. ولكن بعد وفاة عبد الله بن رشيد وفهاد الرخيص اتصل زعماء معارضة ابن رشيد في الجوف بالشيخ فيصل بن شعلان أمير قبائل الرولة العنزية، الذي تمكن من احتلالها بسرعة، فقام طلال بن عبد الله الرشيد بإرسال جيش سنة 1263هـ/1847م بقيادة أخيه متعب، ولكنها انهزمت أمام تحالف الجوف وابن شعلان. فأرسل طلال جيش آخر بقيادة عمه عبيد في سنة 1264هـ/1847م، ولكنه قرر الانسحاب بسبب وجود ولي عهد مصر عباس باشا في ضيافة ابن شعلان في الجوف، ولم يكن يريد التصادم مع حاكم مصر المستقبلي. ولم يستمر ذلك طويلا فقد عاد الباشا إلى مصر بعد وفاة عمه، وبدأ طلال ومعه عمه عبيد بتجهيز جيش لاحتلال الجوف سنة 1265هـ/1848م، حيث تمكن من احتلالها بعد حصار دام عشرين يومًا على المدينة. فجعل فيها نائبًا له يقيم في قصر (قلعة) خارج الجوف يساعده ثلاثة حكام محليين يعينهم بنفسه، ويكون معهم ستة جنود شباب من حائل يديرون المنطقة أمنيًا.
استغل أهالي الجوف (دومة الجندل وسكاكا) القلاقل التي جرت في حائل بعد مقتل أميرها بندر بن طلال على يد عمه محمد المهاد، فأرسلوا إلى «هزاع بن نايف الشعلان» أمير قبيلة الرولة العنزية يطلبون منه المساعدة، فوافق ابن شعلان على مساعدتهم، إلا أن النجدة لم تصل. فأرسلوا إلى الباب العالي طالبين إلحاق الجوف إلى ولاية الشام، وكان ذلك سنة 1290هـ/1873م. فوجهت الدولة العثمانية محافظ الحج «محمد سعيد باشا» بإرسال فرقة عسكرية بقيادة «عباس باشا» لإلحاق الجوف بولاية الشام، وعندها توجه الأمير محمد ابن رشيد إلى الجوف وعقد اتفاقا مع الباشا بحيث يجمع أهالي الجوف ويطلب من كل بيت مئة مجيدي مقابل الحماية، فرفض الأهالي دفع ذلك المبلغ، فطلب منهم التوقيع برفضهم حماية الدولة، فوقعوا على العريضة، فقام عباس الباشا بمراجعة والي الشام «حالت باشا» ومحافظ المدينة المنورة «خالد باشا» والحكومة المركزية في الأستانة، وانتهى الأمر بإلحاق الجوف لإمارة حائل مع دفع زكاة سنوية لخزينة الحرمين الشريفين. وبعدها أعطى محمد بن رشيد عباس باشا 35 ذلول (جمل) هدية فأخذهم ورحل. وردًا على مشكلة الجوف، قام ابن رشيد بتحصيل زكاة منطقة خيبر الخاضعة لمحافظة المدينة المنورة.

#### حكم الشعلان ثم الدولة السعودية
في محرم 1326هـ/يناير 1909م امتد نفوذ نوري بن هزاع الشعلان إلى المنطقة مجدداً وعين ابنه نواف بن نوري الشعلان حاكماً عليها. قرر أهل الجوف التخلص من حكم أسرة الشعلان فأرسل رجاء بن مويشير من سكاكا إلى أخيه حمد بن مويشير والي القريات فجمعوا الأسلحة وقتل عامر المشورب والي الجوف واستعاد سعود بن عبد العزيز الرشيد سيطرته على المنطقة لكن أهل الجوف اتصلوا بسلطان نجد عبد العزيز بن عبد الرحمن آل سعود فأرسل جيشاً بقيادة عساف الحسين في سنة 1341هـ/1922م فوصل إليها واستلم الحكم من سلطان بن نواف الشعلان لتصبح جزءاً من الدولة السعودية الثالثة.
قام محسن الشعلان ابن عم النوري بالتنازل عن منطقة القريات (قريات الملح)، وهي آخر جزء متبق من منطقة الجوف، تنازل عنها لصالح الدولة السعودية فعُيِّن عليها ابن بطاح أحد أتباع عبد الله التميمي أمير الجوف، ولكن إمارة شرق الأردن رفضت هذا الأمر ورأت أنها أحق بحكم منطقة القريات فصعدت الأمر مع الدولة السعودية بمطالبتها بإقامة منطقة حياد بين الدولتين وانسحاب السعوديين من الحجاز وإعادة أسرة الرشيد في حائل وآل عائض في عسير إلى الحكم وهو ما رفضته السعودية وردت عليه بأن زحفت قواتها على القرى الأردنية حتى وصلت إلى اليادودة على بعد أميال من مدينة عمان، وحينئذ تدخلت بريطانيا بقصف القوات السعودية وإجبارها على الانسحاب والعودة للمحاورات، وهو ما تم حيث اتفقت الدولة السعودية مع بريطانيا التي تمثل شرق الأردن على إعطاء منطقة القريات للسعودية وحماية التجارة السعودية مع سوريا، وقد عرفت هذه الاتفاقية باسم اتفاقية حداء. كانت منطقة القريات تعرف بعد ضم الحجاز باسم «إمارة القريات ومفتشية سلاح الحدود الشمالية». في نهاية سنة 1349هـ/1931م عين الملك عبد العزيز للمرة الثانية تركي بن أحمد السديري أميراً على الجوف فقام بنقل العاصمة من دومة الجندل إلى سكاكا. من أهم الأحداث التي مرت على الجوف في هذه الفترة هي احتماء سلطان الأطرش قائد الثورة السورية الكبرى في منطقة الجوف من 1927 إلى 1932.
في سنة 1358هـ انتقلت الإدارات الحكومية لمنطقة القريات من قرية كاف إلى قرية النبك (والتي أصبحت تعرف لاحقاً باسم مدينة القريات). وقبل سنة 1376هـ/1957م كانت قبيلة الشرارات بادية يخيفها التحضر وفي تلك الفترة ضرب وادي السرحان جفاف قاس غير معهود نجم عنه فقدان معظم الثروات الحيوانية لدى بدو الشرارات وأسس الامير عاشق اللحاوي هجرة اللحاوية (طبرجل) وأستدعى أبناء قبيلته الشرارات للاستقرار في اماكن يختارونها بانفسهم مما كانوا يعدونه مراعي لهم سابقاً في منطقة الجوف. ثم وقعت المملكة العربية السعودية اتفاقية مع المملكة الأردنية والتي عرفت باسم اتفاقية عمان في سنة 1965 لتعيين الحدود في شمال الحجاز وتأكيد الاتفاقية السابقة. وفي 28 شعبان 1412هـ/1991م صدر نظام المناطق في عهد الملك فهد بن عبد العزيز آل سعود فدمجت منطقة القريات مع منطقة الجوف ومنطقة تبوك. كما نشأ عن النظام تشكيل مجلس المنطقة المكون من 33 عضواً عشرون منهم من أهالي المنطقة والبقية من موظفي الدولة.

## التركيبة السكانية

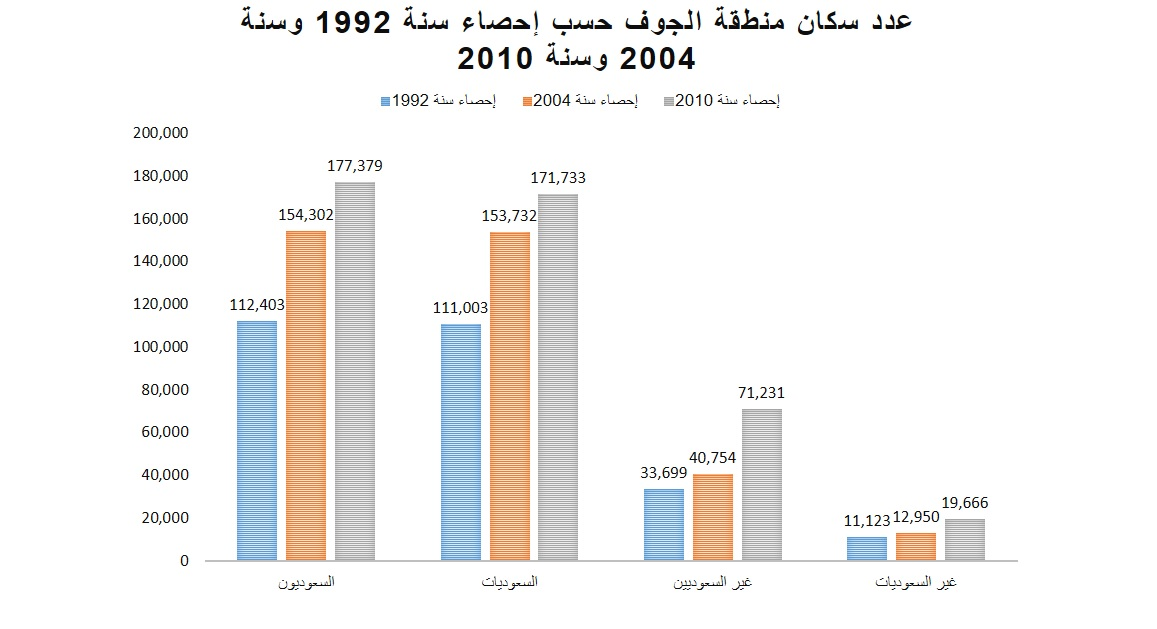
عدد السكان في منطقة الجوف.

تعداد السعودية 2022: بلغ عدد سكان منطقة الجوف (595,822) نسمة حسب تعداد السعودية 2022، يمثل عدد السعوديين (440,264) نسمة بنسبة 73,9%، وعدد غير السعوديين (155,558) نسمة بنسبة 26,1%.
يعدّ النمو السكاني في منطقة الجوف مرتفعاً بشكل عام حيث يبلغ عدد السكان 520,737 نسمة وفقاً لتقرير الهيئة العامة للإحصاء لعام (2018).
| سنة الإحصاء    | السعوديون | السعوديات | إجمالي السعوديين | غير السعوديين | غير السعوديات | إجمالي غير السعوديين | الإجمالي العام | المصدر |
| -------------- | --------- | --------- | ---------------- | ------------- | ------------- | -------------------- | -------------- | ------ |
| 1413هـ (1992)  | 112,403   | 111,003   | 223,406          | 33,699        | 11,123        | 44,822               | 268,228        | [ 72 ] |
| 1425هـ (2004)  | 154,302   | 153,732   | 308,034          | 40,754        | 12,950        | 53,704               | 361,738        | [ 73 ] |
| 1431 هـ (2010) | 177,379   | 171,733   | 349,112          | 71,231        | 19,666        | 90,897               | 440,009        |        |
| 1438هـ (2017)  | 192,770   | 186,981   | 379,751          | 96,644        | 32,080        | 128,724              | 508,475        | [ 29 ] |
| 1439هـ (2018)  | 196,228   | 190,435   | 386,663          | 100,760       | 33,314        | 134,074              | 520,737        | [ 71 ] |
| 1443هـ (2022)  | 220,359   | 219,905   | 440,264          | 125,328       | 30,230        | 155,558              | 595,822        | [ 74 ] |

## الجغرافيا

### الموقع
منطقة الجوف تقع في شمال غرب المملكة، وتحدها ثلاث مناطق سعودية إدارية وهي منطقة الحدود الشمالية من الشمال والشرق، ومنطقة حائل من الجنوب الشرقي، ومنطقة تبوك من الجنوب الغربي، ودولة واحدة هي المملكة الأردنية الهاشمية من الشمال والشمال الغربي.

### جغرافية المنطقة

#### المرتفعات
توجد بالمنطقة العديد من الحرات والهضاب والجبال ومن بينها:
- حرة الحرة وتمتد من سوريا جنوباً عبر الأردن إلى الجوف وتبلغ مساحتها داخل أراضي المملكة قرابة 15,200 كم2 وتقع في شمال شرق منطقة الجوف.[76]
- حرة الرشراشية وتبعد الحرة 16 كم إلى الشمال من القريات.[77]
- حرة البصيلة وتبعد 17 كم عن قرية كاف.[77]
- هضبة الحماد وهي هضبة مستوية السطح تقع إلى الشمال من حرة الحرة وبها العديد من الشعاب وارتفاعها بين 800 و850 متراً تقريباً.[78]
- هضبة الحجرة وتقع الهضبة إلى الشرق من هضبة الحماد وأغلب أراضيها تقع في منطقة الحدود الشمالية.[79]
- جبل طوقة ويقع شمال غرب سكاكا ويبلغ ارتفاعه 1039 متراً تقريباً.[80]
- جبل نعيج ويقع شمال شرق القريات ويبلغ ارتفاعه 1023 متراً تقريباً.[80]
- جبل ليلى ويقع شمال شرق طبرجل ويبلغ ارتفاعه 897 متراً تقريباً.[80]
- جبل الحصان ويقع شمال القريات ويبلغ ارتفاعه 689 متراً تقريباً.[80]
- جبل ماقل ويبعد كيلومتراً واحداً عن قرية كاف وعثر فيه على العديد من الأدوات من العصر الحجري النحاسي.[81]
- جبل برنس وهو جبل بقمتين يقع في مدينة سكاكا وعلى القمة الأولى قلعة زعبل وعلى القمة الثانية قبر قديم.[82]
- جبل الصعيدي ويقع بالقرب من قرية كاف وتوجد في أعلاه قلعة يعتقد أنها تعود للفترة النبطية للمنطقة.[77]
- جبل قيال ويقع على بعد 12 كم شمال شرق سكاكا وعثر به على موقع حامية نبطية.[83]
- قارة النيصة وتقع على بعد 5 كم غرب مويسن، وعثر بها على العديد من النقوش والأساسات.[84]
- قارة المزاد وتقع على بعد 6 كم شمال ضاحية اللقائط الواقعة إلى الشمال الشرقي من سكاكا وعثر به على العديد من النقوش.[32]

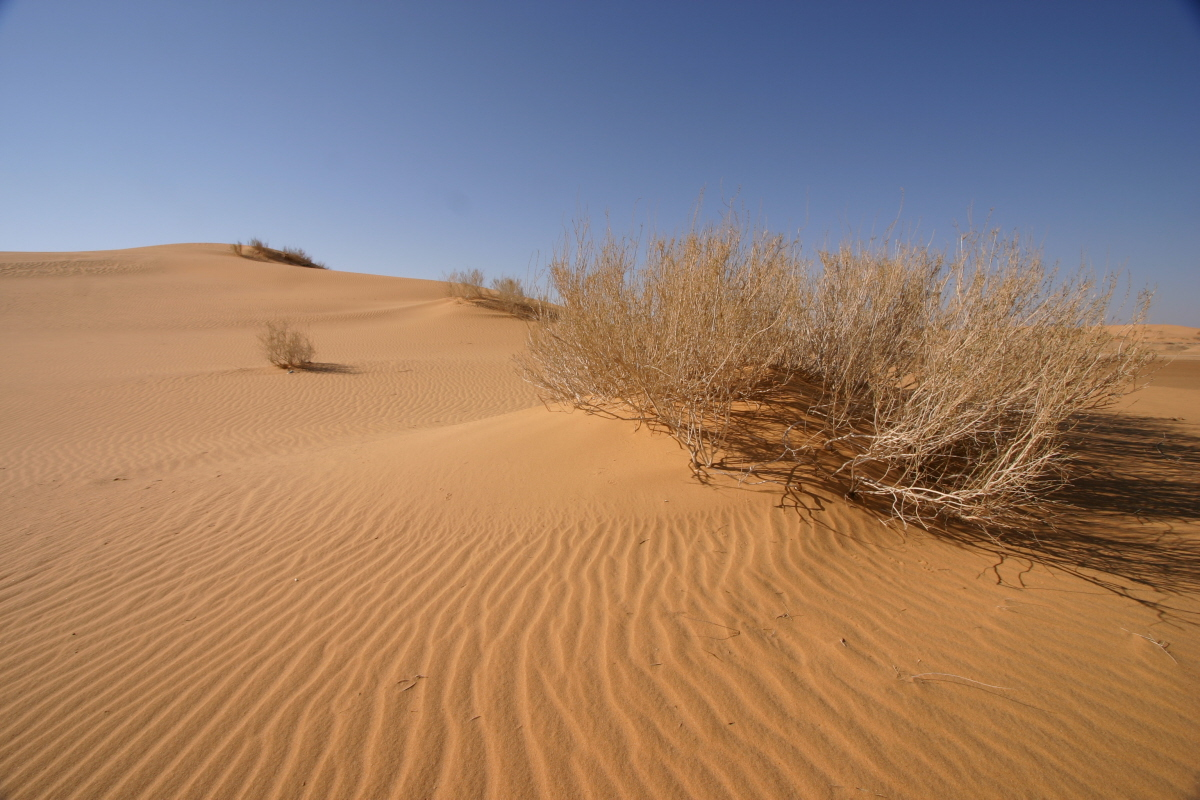
صحراء النفود.

#### الصحاري
تقع في منطقة الجوف صحراء النفود الكبير والتي كانت تسمى سابقاً برمل عالج وتمتد من الجوف في غربها إلى حائل في شرقها ومساحتها 64,630 كم2 تقريباً.

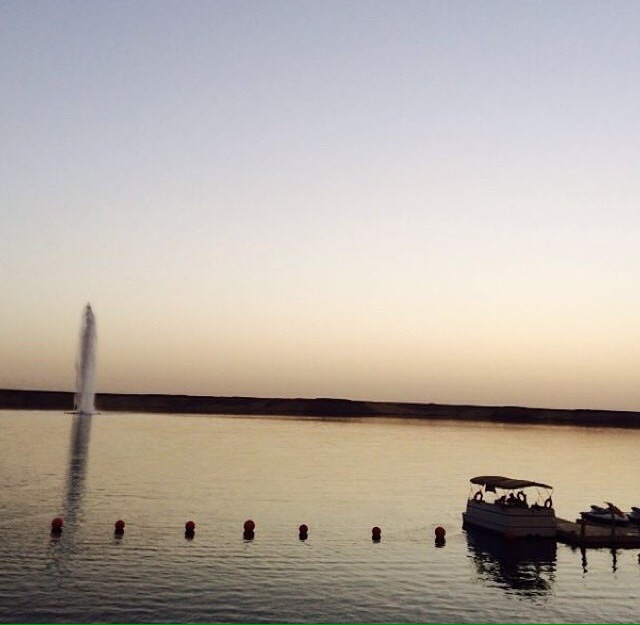
بحيرة دومة الجندل.

#### المنخفضات
توجد بالمنطقة الكثير من الأودية القصيرة والكبيرة ولكن أشهرها هو وادي السرحان وهو أهم أودية الجوف وطوله 180 كم وله أهمية في الزراعة في المنطقة، وتوجد فيها عدة أودية أخرى مهمة مثل وادي فجر ويبلغ طول الوادي 135 كم ويصب في وادي السرحان، ووادي الأعيلي وهو أكبر أودية حرة الحرة ومن روافد وادي السرحان. كما توجد أودية أخرى مثل: وادي الشويحطية، ووادي المرير، ووادي حصيدة، ووادي باعر، ووادي الصفا، ووادي حدرج، ووادي المعي، ووادي الباير.
ومن غير الأودية، توجد خباري أشهرها خباري الأمحاص وهي أرض تتجمع فيها مياه الأمطار وتنبت فيها بعض النباتات وتقع في بادية الحماد،، والعديد من السبخات وأشهرها سبخة حضوضاء والتي تقع بالقرب من العيساوية ومساحتها 540 كم2 وبذلك تكون أكبر سِباخ المملكة.
تشتهر الجوف أيضاً ببحيرة دومة الجندل وترتفع 585 متراً فوق سطح البحر، وتبلغ مساحتها مليون ومئة ألف متر مربع.

### المناخ
تقع منطقة الجوف ضمن حزام الضغط المرتفع شبه المداري، مما يجعل الرياح من الأمور المؤثرة في المنطقة. تهب في فصل الشتاء الرياح الشمالية الشرقية الجافة مما يجعل طقس الجوف مستقراً وبارداً في هذا الفصل. الموقع الفلكي للمنطقة قد يتسبب بنشوء جبهات هوائية نتيجة اصطدام الرياح الشمالية الشرقية الجافة بالرياح الجنوبية الغربية الرطبة متسببة بهطول الأمطار. يعدّ التأثير البحري على المنطقة محدوداً لأن الموقع الجغرافي للمنطقة بعيد عن البحر الأحمر، وبحر العرب، والخليج العربي والرياح التي تمر من خلالها لا تساعد في هطول الأمطار، ويعدّ البحر الأبيض المتوسط أكثر البحار تأثيراً على المنطقة.
تعدّ المنطقة من أبرد المناطق السعودية في الشتاء حيث تصل درجة الحرارة نهاراً في شهر يناير إلى 15 درجة فقط وتنخفض إلى درجتين في المساء، وقد تصل إلى ما دون الصفر. في الصيف تبلغ درجات الحرارة 40 درجة مئوية في نهاير يوليو وفي الليل تنخفض إلى 19 درجة في شمال المنطقة و23 في جنوبها. درجات الحرارة المرتفعة والمنخفضة تؤثر سلباً على المنطقة في فقدان المياه وذبول النباتات أو تكون الصقيع وتلف المحصولات الزراعية.
تسقط الأمطار في المنطقة في الأغلب بين شهر أكتوبر وشهر مايو في فصلي الخريف والشتاء وتقل في باقي فترات السنة، ويبلغ معدل كمية الأمطار السنوية قرابة 80 مم. الأمطار متذبذبة حيث تسقط في إحدى السنوات بشكل كبير ولكن لا يسقط إلا القليل في سنة أخرى. ولكن بشكل عام فإنها عند هطولها يصاحبها تكون للبرد والريح القوية والعواصف الرعدية والسيول الجارفة. هذا التذبذب والعوامل المتغيرة تضر بالمنطقة واقتصادها القائم على الزراعة.
| البيانات المناخية لـمنطقة الجوف                             | البيانات المناخية لـمنطقة الجوف | البيانات المناخية لـمنطقة الجوف | البيانات المناخية لـمنطقة الجوف | البيانات المناخية لـمنطقة الجوف | البيانات المناخية لـمنطقة الجوف | البيانات المناخية لـمنطقة الجوف | البيانات المناخية لـمنطقة الجوف | البيانات المناخية لـمنطقة الجوف | البيانات المناخية لـمنطقة الجوف | البيانات المناخية لـمنطقة الجوف | البيانات المناخية لـمنطقة الجوف | البيانات المناخية لـمنطقة الجوف | البيانات المناخية لـمنطقة الجوف |
| الشهر                                                       | يناير                           | فبراير                          | مارس                            | أبريل                           | مايو                            | يونيو                           | يوليو                           | أغسطس                           | سبتمبر                          | أكتوبر                          | نوفمبر                          | ديسمبر                          | المعدل السنوي                   |
| ----------------------------------------------------------- | ------------------------------- | ------------------------------- | ------------------------------- | ------------------------------- | ------------------------------- | ------------------------------- | ------------------------------- | ------------------------------- | ------------------------------- | ------------------------------- | ------------------------------- | ------------------------------- | ------------------------------- |
| الدرجة القصوى °ف (°م)                                       | 86.5 (30.3)                     | 90.7 (32.6)                     | 97.9 (36.6)                     | 104.7 (40.4)                    | 108.7 (42.6)                    | 113.0 (45.0)                    | 116.6 (47.0)                    | 116.1 (46.7)                    | 113.4 (45.2)                    | 104.4 (40.2)                    | 104.7 (40.4)                    | 86.0 (30.0)                     | 116.6 (47.0)                    |
| متوسط درجة الحرارة الكبرى °ف (°م)                           | 60.3 (15.7)                     | 65.1 (18.4)                     | 73.4 (23.0)                     | 84.4 (29.1)                     | 93.6 (34.2)                     | 100.9 (38.3)                    | 103.8 (39.9)                    | 105.3 (40.7)                    | 99.9 (37.7)                     | 89.2 (31.8)                     | 74.7 (23.7)                     | 63.7 (17.6)                     | 84.5 (29.2)                     |
| المتوسط اليومي °ف (°م)                                      | 49.5 (9.7)                      | 53.8 (12.1)                     | 61.5 (16.4)                     | 72.1 (22.3)                     | 81.3 (27.4)                     | 88.2 (31.2)                     | 91.0 (32.8)                     | 92.1 (33.4)                     | 86.5 (30.3)                     | 76.5 (24.7)                     | 63.0 (17.2)                     | 52.5 (11.4)                     | 72.3 (22.4)                     |
| متوسط درجة الحرارة الصغرى °ف (°م)                           | 39.0 (3.9)                      | 42.3 (5.7)                      | 48.7 (9.3)                      | 58.3 (14.6)                     | 67.3 (19.6)                     | 72.9 (22.7)                     | 75.9 (24.4)                     | 76.8 (24.9)                     | 71.4 (21.9)                     | 63.3 (17.4)                     | 51.6 (10.9)                     | 42.1 (5.6)                      | 59.1 (15.1)                     |
| أدنى درجة حرارة °ف (°م)                                     | 21.2 (−6.0)                     | 19.4 (−7.0)                     | 32.0 (0.0)                      | 33.8 (1.0)                      | 51.8 (11.0)                     | 59.0 (15.0)                     | 62.6 (17.0)                     | 65.8 (18.8)                     | 35.6 (2.0)                      | 48.2 (9.0)                      | 29.5 (−1.4)                     | 24.1 (−4.4)                     | 19.4 (−7.0)                     |
| الهطول إنش (مم)                                             | 0.52 (13.2)                     | 0.25 (6.4)                      | 0.23 (5.9)                      | 0.20 (5.0)                      | 0.07 (1.8)                      | 0.0 (0.0)                       | 0.0 (0.0)                       | 0.00 (0.1)                      | 0.02 (0.6)                      | 0.26 (6.5)                      | 0.28 (7.2)                      | 0.38 (9.6)                      | 2.21 (56.3)                     |
| متوسط الرطوبة النسبية (%)                                   | 57                              | 45                              | 35                              | 27                              | 19                              | 15                              | 16                              | 16                              | 19                              | 28                              | 41                              | 53                              | 31                              |
| المصدر: الهيئة العامة للأرصاد وحماية البيئة. موسم 1985~2010 |                                 |                                 |                                 |                                 |                                 |                                 |                                 |                                 |                                 |                                 |                                 |                                 |                                 |

## التقسيم الإداري
تقسم المنطقة إلى مقر الإمارة الواقع في سكاكا، ومحافظتين من فئة (ألف) هما ومحافظة القريات ومحافظة دومة الجندل، ومحافظة من فئة (باء) هي محافظة طبرجل. تقسم هذه المحافظات بدورها إلى مراكز تابعة لها، ويبلغ عدد المراكز في منطقة الجوف 33 مركزاً موزعة بين المحافظات الأربعة. هذه المراكز هي:
| المحافظة           | المراكز            | إجمالي عدد السكان (إحصائية سنة 2010) | الموقع في منطقة الجوف |
| ------------------ | ------------------ | ------------------------------------ | --- |
| سكاكا              | مركز صوير          | 176,266 نسمة                         | · سكاكا · الفياض المرير مغيراء · خوعاء عذفاء · أم أذن غدير الخيل طلعة عمار الشويحطية زلوم صوير الرفيعة هديب الحرةمنطقة الجوف (منطقة الجوف) |
| سكاكا              | مركز خوعاء         | 176,266 نسمة                         | · سكاكا · الفياض المرير مغيراء · خوعاء عذفاء · أم أذن غدير الخيل طلعة عمار الشويحطية زلوم صوير الرفيعة هديب الحرةمنطقة الجوف (منطقة الجوف) |
| سكاكا              | مركز الفياض        | 176,266 نسمة                         | · سكاكا · الفياض المرير مغيراء · خوعاء عذفاء · أم أذن غدير الخيل طلعة عمار الشويحطية زلوم صوير الرفيعة هديب الحرةمنطقة الجوف (منطقة الجوف) |
| سكاكا              | مركز عذفاء         | 176,266 نسمة                         | · سكاكا · الفياض المرير مغيراء · خوعاء عذفاء · أم أذن غدير الخيل طلعة عمار الشويحطية زلوم صوير الرفيعة هديب الحرةمنطقة الجوف (منطقة الجوف) |
| سكاكا              | مركز المرير        | 176,266 نسمة                         | · سكاكا · الفياض المرير مغيراء · خوعاء عذفاء · أم أذن غدير الخيل طلعة عمار الشويحطية زلوم صوير الرفيعة هديب الحرةمنطقة الجوف (منطقة الجوف) |
| سكاكا              | مركز طلعة عمار     | 176,266 نسمة                         | · سكاكا · الفياض المرير مغيراء · خوعاء عذفاء · أم أذن غدير الخيل طلعة عمار الشويحطية زلوم صوير الرفيعة هديب الحرةمنطقة الجوف (منطقة الجوف) |
| سكاكا              | مركز زلوم          | 176,266 نسمة                         | · سكاكا · الفياض المرير مغيراء · خوعاء عذفاء · أم أذن غدير الخيل طلعة عمار الشويحطية زلوم صوير الرفيعة هديب الحرةمنطقة الجوف (منطقة الجوف) |
| سكاكا              | مركز أم أذن        | 176,266 نسمة                         | · سكاكا · الفياض المرير مغيراء · خوعاء عذفاء · أم أذن غدير الخيل طلعة عمار الشويحطية زلوم صوير الرفيعة هديب الحرةمنطقة الجوف (منطقة الجوف) |
| سكاكا              | مركز الشويحطية     | 176,266 نسمة                         | · سكاكا · الفياض المرير مغيراء · خوعاء عذفاء · أم أذن غدير الخيل طلعة عمار الشويحطية زلوم صوير الرفيعة هديب الحرةمنطقة الجوف (منطقة الجوف) |
| سكاكا              | مركز الرفيعة       | 176,266 نسمة                         | · سكاكا · الفياض المرير مغيراء · خوعاء عذفاء · أم أذن غدير الخيل طلعة عمار الشويحطية زلوم صوير الرفيعة هديب الحرةمنطقة الجوف (منطقة الجوف) |
| سكاكا              | هديب               | 176,266 نسمة                         | · سكاكا · الفياض المرير مغيراء · خوعاء عذفاء · أم أذن غدير الخيل طلعة عمار الشويحطية زلوم صوير الرفيعة هديب الحرةمنطقة الجوف (منطقة الجوف) |
| سكاكا              | مركز مغيراء        | 176,266 نسمة                         | · سكاكا · الفياض المرير مغيراء · خوعاء عذفاء · أم أذن غدير الخيل طلعة عمار الشويحطية زلوم صوير الرفيعة هديب الحرةمنطقة الجوف (منطقة الجوف) |
| سكاكا              | مركز الحرة         | 176,266 نسمة                         | · سكاكا · الفياض المرير مغيراء · خوعاء عذفاء · أم أذن غدير الخيل طلعة عمار الشويحطية زلوم صوير الرفيعة هديب الحرةمنطقة الجوف (منطقة الجوف) |
| سكاكا              | غدير الخيل         | 176,266 نسمة                         | · سكاكا · الفياض المرير مغيراء · خوعاء عذفاء · أم أذن غدير الخيل طلعة عمار الشويحطية زلوم صوير الرفيعة هديب الحرةمنطقة الجوف (منطقة الجوف) |
| محافظة القريات     | مركز الحديثة       | 147,550 نسمة                         | · العيساوية قليب خضر · رديفة الجماجم الناصفة الوادي · القريات عين الحواس الحديثة الحمادمنطقة الجوف (منطقة الجوف)                           |
| محافظة القريات     | مركز العيساوية     | 147,550 نسمة                         | · العيساوية قليب خضر · رديفة الجماجم الناصفة الوادي · القريات عين الحواس الحديثة الحمادمنطقة الجوف (منطقة الجوف)                           |
| محافظة القريات     | مركز عين الحواس    | 147,550 نسمة                         | · العيساوية قليب خضر · رديفة الجماجم الناصفة الوادي · القريات عين الحواس الحديثة الحمادمنطقة الجوف (منطقة الجوف)                           |
| محافظة القريات     | مركز الناصفة       | 147,550 نسمة                         | · العيساوية قليب خضر · رديفة الجماجم الناصفة الوادي · القريات عين الحواس الحديثة الحمادمنطقة الجوف (منطقة الجوف)                           |
| محافظة القريات     | مركز الحماد        | 147,550 نسمة                         | · العيساوية قليب خضر · رديفة الجماجم الناصفة الوادي · القريات عين الحواس الحديثة الحمادمنطقة الجوف (منطقة الجوف)                           |
| محافظة القريات     | مركز الوادي        | 147,550 نسمة                         | · العيساوية قليب خضر · رديفة الجماجم الناصفة الوادي · القريات عين الحواس الحديثة الحمادمنطقة الجوف (منطقة الجوف)                           |
| محافظة القريات     | مركز قليب خضر      | 147,550 نسمة                         | · العيساوية قليب خضر · رديفة الجماجم الناصفة الوادي · القريات عين الحواس الحديثة الحمادمنطقة الجوف (منطقة الجوف)                           |
| محافظة القريات     | مركز رديفة الجماجم | 147,550 نسمة                         | · العيساوية قليب خضر · رديفة الجماجم الناصفة الوادي · القريات عين الحواس الحديثة الحمادمنطقة الجوف (منطقة الجوف)                           |
| محافظة دومة الجندل | مركز أبو عجرم      | 44,760 نسمة                          | دومة الجندل الأضارع أصفان الشقيق · الرديفة · أبو عجرممنطقة الجوف (منطقة الجوف)                                                             |
| محافظة دومة الجندل | مركز الأضارع       | 44,760 نسمة                          | دومة الجندل الأضارع أصفان الشقيق · الرديفة · أبو عجرممنطقة الجوف (منطقة الجوف)                                                             |
| محافظة دومة الجندل | مركز أصفان         | 44,760 نسمة                          | دومة الجندل الأضارع أصفان الشقيق · الرديفة · أبو عجرممنطقة الجوف (منطقة الجوف)                                                             |
| محافظة دومة الجندل | مركز الشقيق        | 44,760 نسمة                          | دومة الجندل الأضارع أصفان الشقيق · الرديفة · أبو عجرممنطقة الجوف (منطقة الجوف)                                                             |
| محافظة دومة الجندل | مركز الرديفة       | 44,760 نسمة                          | دومة الجندل الأضارع أصفان الشقيق · الرديفة · أبو عجرممنطقة الجوف (منطقة الجوف)                                                             |
| محافظة طبرجل       | مركز النبك أبو قصر | 71,433 نسمة                          | الثنية بسيطاء ثنية أم نخيلة ميقوع صبيحا طبرجل النبك أبو قصرمنطقة الجوف (منطقة الجوف)                                                       |
| محافظة طبرجل       | مركز بسيطاء        | 71,433 نسمة                          | الثنية بسيطاء ثنية أم نخيلة ميقوع صبيحا طبرجل النبك أبو قصرمنطقة الجوف (منطقة الجوف)                                                       |
| محافظة طبرجل       | مركز الثنية        | 71,433 نسمة                          | الثنية بسيطاء ثنية أم نخيلة ميقوع صبيحا طبرجل النبك أبو قصرمنطقة الجوف (منطقة الجوف)                                                       |
| محافظة طبرجل       | مركز صبيحا         | 71,433 نسمة                          | الثنية بسيطاء ثنية أم نخيلة ميقوع صبيحا طبرجل النبك أبو قصرمنطقة الجوف (منطقة الجوف)                                                       |
| محافظة طبرجل       | مركز ميقوع         | 71,433 نسمة                          | الثنية بسيطاء ثنية أم نخيلة ميقوع صبيحا طبرجل النبك أبو قصرمنطقة الجوف (منطقة الجوف)                                                       |
| محافظة طبرجل       | مركز ثنية أم نخيلة | 71,433 نسمة                          | الثنية بسيطاء ثنية أم نخيلة ميقوع صبيحا طبرجل النبك أبو قصرمنطقة الجوف (منطقة الجوف)                                                       |

### أمراء المنطقة

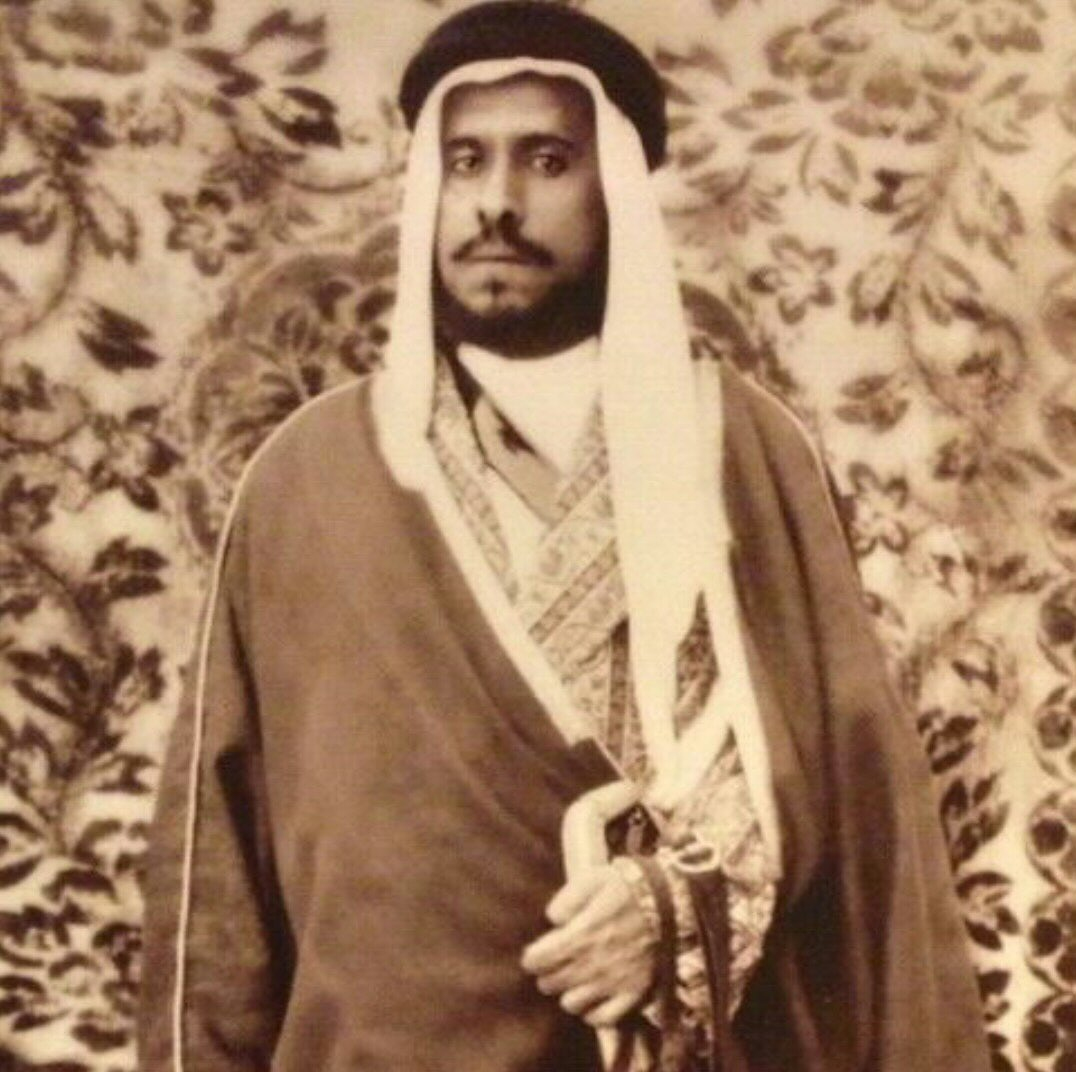
تركي بن أحمد السديري ثالث أمراء الجوف.

منذ دخول المنطقة لحكم الدولة السعودية الثالثة فقد حكمها 11 أميرا كان منهم تركي بن أحمد السديري والذي حكم لفترتين مختلفتين، وهم:

#### أمراء منطقة القريات
تتابع على منطقة القريات تسعة أمراء منذ تنازل محسن الشعلان عنها وحتى ضمها إلى منطقة الجوف وهم:
| الترتيب | الاسم                              | بداية الفترة | نهاية الفترة  | ملاحظات        |
| ------- | ---------------------------------- | ------------ | ------------- | -------------- |
| 1       | عساف الحسين                        | 1341 للهجرة  | 1343 للهجرة   | -              |
| 2       | عبد الله بن محمد بن عقيل التميمي   | 1343 للهجرة  | 1345 للهجرة   | -              |
| 3       | تركي بن أحمد السديري               | 1345 للهجرة  | 1346 للهجرة   | الفترة الأولى  |
| 4       | عبد الرحمن بن سعيد                 | 1346 للهجرة  | 1348 للهجرة   | -              |
| 5       | إبراهيم بن عبد الرحمن النشمي       | 1348 للهجرة  | 1349 للهجرة   | أمير بالوكالة  |
| 6       | تركي بن أحمد السديري               | 1349 للهجرة  | 1351 للهجرة   | الفترة الثانية |
| 7       | عبد العزيز بن أحمد السديري         | 1352 للهجرة  | 1357 للهجرة   | -              |
| 8       | محمد بن أحمد السديري               | 1357 للهجرة  | 1362 للهجرة   | -              |
| 9       | عبد الرحمن بن أحمد السديري         | 1362 للهجرة  | 1410 للهجرة   | -              |
| 10      | سلطان بن عبد الرحمن السديري        | 1410 للهجرة  | 1419 للهجرة   | -              |
| 11      | عبد الإله بن عبد العزيز آل سعود    | 1419 للهجرة  | 1423 للهجرة   | -              |
| 12      | فهد بن بدر بن عبد العزيز آل سعود   | 1423 للهجرة  | 1439 للهجرة   | -              |
| 13      | بدر بن سلطان بن عبد العزيز آل سعود | 1439 للهجرة  | 1440 للهجرة   | -              |
| 14      | فيصل بن نواف بن عبد العزيز آل سعود | 1440 للهجرة  | الأمير الحالي |                |

| الترتيب | الاسم                          | بداية الفترة | نهاية الفترة | ملاحظات                         |
| ------- | ------------------------------ | ------------ | ------------ | ------------------------------- |
| 1       | علي بن بطاح                    | 1344 للهجرة  | 1348 للهجرة  | -                               |
| 2       | عبد الله بن حمدان              | 1348 للهجرة  | 1349 للهجرة  | ثمانية أشهر                     |
| 3       | عبد الله الحواسي               | 1349 للهجرة  | 1353 للهجرة  | -                               |
| 4       | صالح بن عبد الواحد             | 1353 للهجرة  | 1354 للهجرة  | -                               |
| 5       | عبد العزيز بن زيد              | 1354 للهجرة  | 1357 للهجرة  | -                               |
| 6       | عبد العزيز بن أحمد السديري     | 1357 للهجرة  | 1375 للهجرة  | -                               |
| 7       | عبد الله بن عبد العزيز السديري | 1375 للهجرة  | 1385 للهجرة  | -                               |
| 8       | سلطان بن عبد العزيز السديري    | 1385 للهجرة  | 1405 للهجرة  | -                               |
| 9       | سلطان بن عبد الله السديري      | 1405 للهجرة  | 1414 للهجرة  | ضمت قريات الملح إلى منطقة الجوف |

## الخدمات العامة

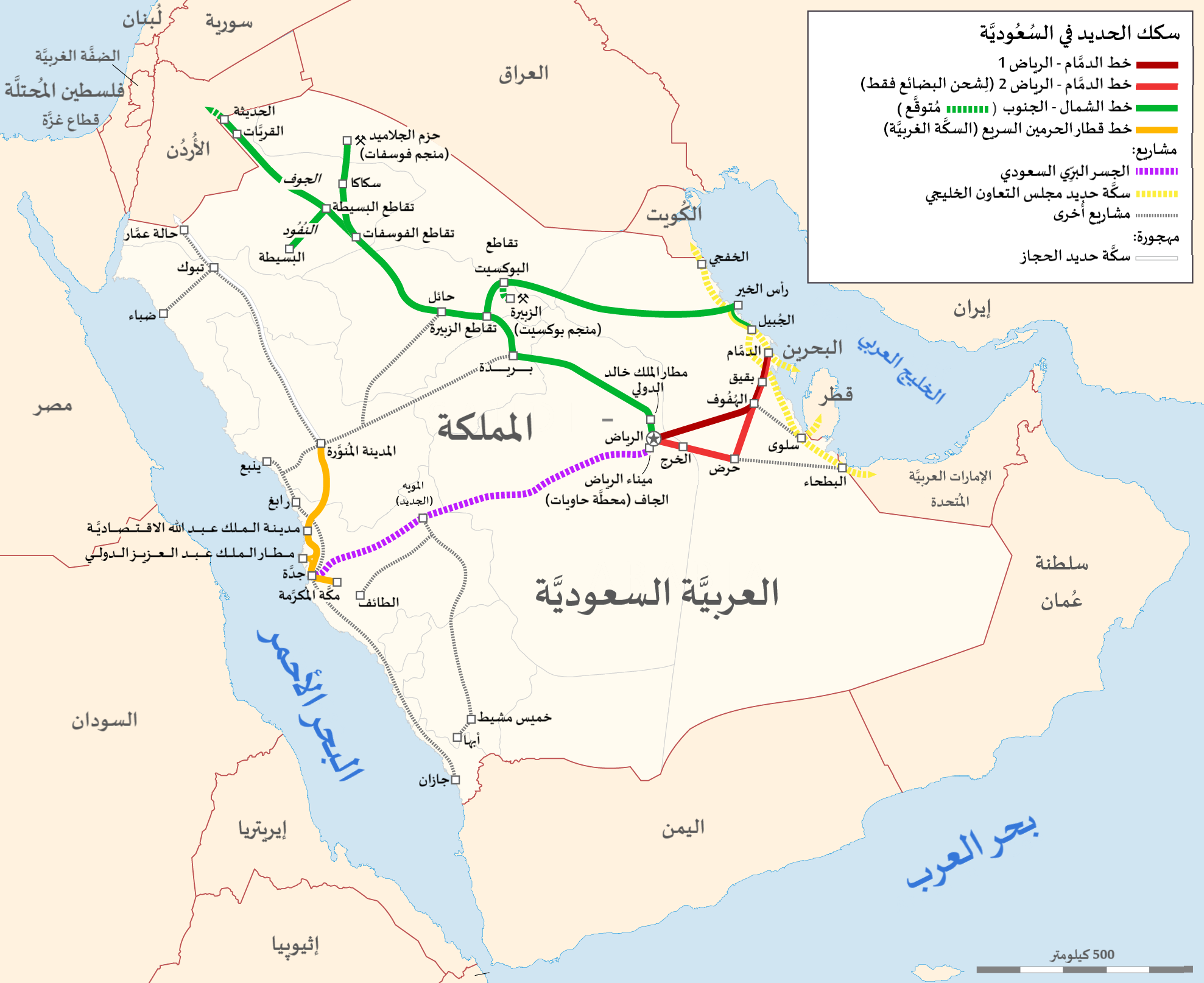
شبكة الخطوط الحديدية في السعودية.

### النقل والمواصلات
ترتبط المنطقة مع العاصمة الرياض بطريق يبلغ طوله 1309 كم ويمر من مدينة سكاكا عبر مدينة عرعر وصولاً إليها، وترتبط أيضاً بمدينة جدة على ساحل البحر الأحمر عبر مدينة دومة الجندل ومدينة المدينة المنورة بطريق يبلغ طوله 1258 كم، كما ترتبط مراكز المحافظات في المنطقة ببعضها البعض. يوجد بالمنطقة مطاران: الأول في مدينة سكاكا ويعرف باسم مطار الجوف المحلي (AJF / OESK) ويقع المطار الآخر في مدينة القريات ويعرف باسم مطار القريات المحلي (URY / OEGT)، ومن المخطط أن ترتبط المنطقة أيضاً مع باقي مناطق المملكة بشبكة خطوط حديدية ضمن قطار الشمال الجنوب (سار) والذي يربط العاصمة الرياض بمدن سكاكا والقريات والحديثة ومزارع بسيطاء.
- المسافة بين مقر الإمارة في مدينة سكاكا وبين مدن المملكة المختلفة بالكيلومتر (كم):[104]

| اسم المدينة | الرياض | جدة  | الدمام | مكة المكرمة | المدينة المنورة | أبها | تبوك | الطائف | حائل | جازان | نجران | طريف | الباحة | ينبع | الجبيل | السليل |
| سكاكا       | 1309   | 1258 | 1225   | 1271        | 913             | 1999 | 504  | 1359   | 1208 | 1956  | 2163  | 204  | 1575   | 1150 | 1136   | 1870   |
| ----------- | ------ | ---- | ------ | ----------- | --------------- | ---- | ---- | ------ | ---- | ----- | ----- | ---- | ------ | ---- | ------ | ------ |

### التعليم

شعار جامعة الجوف.

كغيرها من مناطق المملكة، كان التعليم محصوراً في بداية الأمر على الكتاتيب الموجودة في المساجد والتي تدرس القرآن واللغة العربية ويُستخدم فيها ألواح الخشب وأعواد الأثل للكتابة، وفي سنة 1362 للهجرة افتتحت أول مدرسة نظامية في المنطقة وهي المدرسة الأميرية في مدينة سكاكا وتضم فصلاً واحداً ومدرساً واحداً، وفي سنة 1364 للهجرة افتتحت مدرسة عمر بن الخطاب في مدينة دومة الجندل وثم تتابع افتتاح المدارس النظامية.
في سنة 1369 للهجرة قدمت منطقة الجوف مع منطقة القريات ومنطقة تبوك طلباً للملك عبد العزيز بمنح مكافأة مالية لكل طالب، ووافق الملك على الطلب. لاحقاً، ومع زيادة أعداد المدارس، أسندت مهمة الإشراف عليها إلى تعليم منطقة المدينة المنورة ثم إلى تعليم الدمام ثم أنشئ في سنة 1377 للهجرة «مكتب التفتيش المركزي» للربط بين الجوف والدمام، وفي سنة 1388 للهجرة تحول مكتب التفتيش المركزي إلى «مكتب تعليم» خاص بالمنطقة ثم إلى «مكتب إشراف تعليمي» وأخيراً في سنة 1398 للهجرة إلى «إدارة تعليم».
افتتحت أول مدرسة للبنات في المنطقة في سنة 1382 للهجرة وفي سنة 1401 للهجرة نشأت كلية التربية للبنات، وفي سنة 1402 للهجرة نشأ المعهد الصحي للتمريض وأصبحت «مندوبية تعليم البنات» إدارة مستقلة باسم «إدارة تعليم البنات بالجوف». في السنة التالية نشأ المعهد الصحي للبنين، وفي سنة 1423 للهجرة نشأت كلية العلوم للبنين. في سنة 1426 للهجرة نشأت جامعة الجوف.

### الرعاية الصحية
بني المستشفى المركزي في سكاكا (مستشفى عبد الرحمن السديري) في سنة 1385 للهجرة (1965 للميلاد) ليكون أول مستشفى في المنطقة، وقد كان هذا المستشفى مختصاً بالأمراض الصدرية بسبب انتشار مرض التدرن الرئوي والمعروف أيضاً باسم السل آنذاك في المنطقة، ومع زيادة الحاجة السكانية للمستشفيات فقد أنشئ مستشفى الملك فيصل بالقريات، ومركز التشخيص والولادة بدومة الجندل في سنة 1395 للهجرة، ومركز الإسعاف والولادة بطبرجل. في سنة 1404 للهجرة أنشئ مستشفى الصحة النفسية، وفي سنة 1405 للهجرة أنشئ المستشفى العام في القريات، وفي الأول من رجب 1406 للهجرة استحدثت إدارة الشؤون الصحية بالجوف بعد أن كانت تابعة لمديرية الشؤون الصحية بصحة الشمال في مدينة عرعر، وفي سنة 1425 للهجرة أصبح يتبع للمديرية سبعة مستشفيات و29 مركزاً صحياً. في السنة اللاحقة أنشئ مستشفى صوير العام، وفي سنة 1433 للهجرة أنشى مستشفى أبو عجرم العام.

## الاقتصاد والثروات الطبيعية

### الزراعة

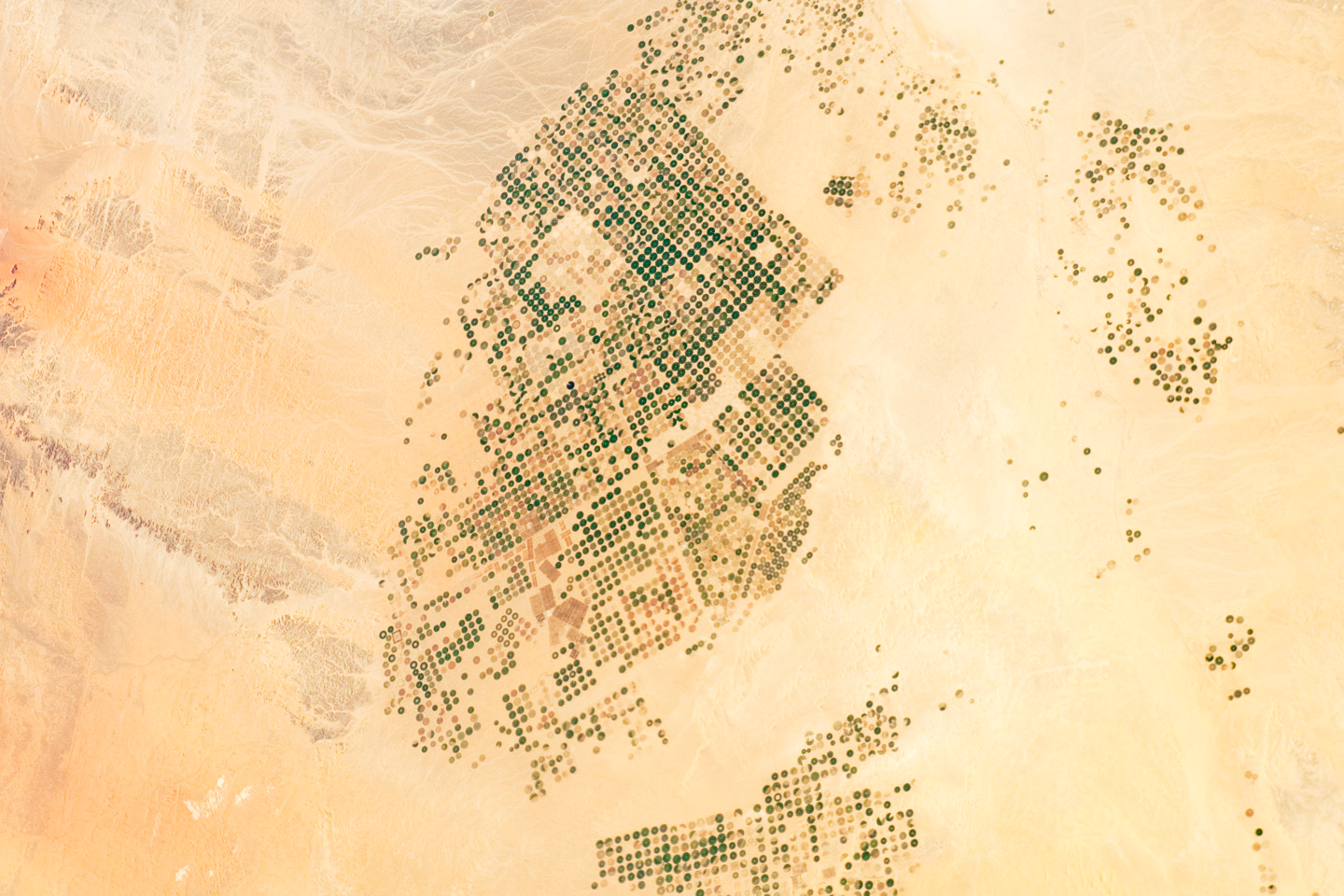
صورة فضائية للحقول الزراعية في وادي السرحان.

تعدّ الزراعة الحرفة الأساسية لسكان المنطقة سابقاً، وقد وصف الرحالة الأجانب المحاصيل الزراعية في الجوف أثناء مرورهم بها. من الرحالة الذين أشاروا إلى المحصولات الزراعية هو الرحالة الفنلندي جورج أوغست فالين (Yrjö Aukusti Wallin) والذي ذكر أن أشجار النخيل والتين والمشمش والبرتقال والعنب تزرع في المنطقة، وهو ما أشار إليه الرحالة ويليام بالغريف أيضاً وقد أضاف أن التمر هو المحصول الوحيد الذي يباع في خارج المنطقة. في العصر الحديث ذكر عبد الرحمن بن أحمد السديري أمير منطقة الجوف أن الزيتون والتفاح والكمثرى والرمان والقمح والشعير تزرع بالمنطقة، وسجلت موسوعة جينيس أن أكبر مزرعة زيتون حديثة بالعالم توجد بالجوف أيضاً.
أدخلت الآلات الزراعية إلى المنطقة في سنة 1368 للهجرة، وأنشِئ فرع لوزارة الزراعة في سنة 1379 للهجرة ثم قامت الإمارة بتوزيع الأراضي الزراعية على المواطنين حيث بلغ عدد المزارع الموزعة 7500 مزرعة. تشتهر المنطقة الآن بزراعة شجرة الزيتون وأصبحت تنتج 67% من زيت الزيتون في المملكة العربية السعودية، وقد بدأت زراعة أشجار الزيتون في سنة 1392 للهجرة وأصبحت تزرع بكثافة ابتداء من سنة 1408 للهجرة. في سنة 1437 للهجرة (2016 للميلاد) بلغ عدد أشجار الزيتون 18 مليون شجرة تنتج ما بين 30 و40 ألف طن من زيتون المائدة و10 آلاف طن من زيت الزيتون وبلغ عدد معاصر الزيتون 23 معصرة.
وإضافة إلى الزيتون يوجد في الجوف 10 ملايين شجرة فواكه تنتج سنوياً 170 ألف طن، كما يوجد بها 1.2 مليون نخلة تنتج سنوياً 40 ألف طن من التمور، من أشهرها حلوة الجوف، ويبلغ عدد مزارع الجوف 12 ألف مزرعة و3 آلاف مشروع زراعي تحتوي على 30 مليون شجرة تنتج الزيتون والنخيل والفواكه والخضروات والأعلاف.
من أهم المشكلات التي تواجه الزراعة هي مشكلة استنزاف المياه الجوفية في ظل تزايد أعداد المشاريع الزراعية وبالأخص في مشروع مزارع بسيطا والمساحات المزروعة حيث بلغت المساحة المزروعة 428 ألف هكتار.

### الثروة الحيوانية
قامت وزارة الزراعة والمياه في سنة 1402 للهجرة الموافق 1982 للميلاد (الاسم السابق للوزارة آنذاك) ببدء أعمال مشروع مركز تنمية المراعي وتحسينها للمحافظة على الثروة الحيوانية في منطقة الجوف بالتعاون مع الفاو، وضم المركز عدة أقسام تعمل على إدارة المراعي وصيانة التربة، وإدارة الإنتاج وصحة الحيوان. قامت الهيئة الوطنية لحماية الحياة الفطرية وإنمائها بإنشاء عدة محميات لحماية حيوانات ونباتات المنطقة.
وفقاً لإحصائيات سنة 1426 للهجرة الموافق 2005 للميلاد فإن منطقة الجوف ضمت 1,569,733 رأساً من الضأن و1,740 رأس من البقر، و7,398 رأس من الإبل، و88,845 رأس من المعز، و2,791,227 طير داجن، وكانت المنطقة تضم 6 مشاريع لتربية الدجاج، و4 مشاريع لإنتاج بيض المائدة، و3 مشاريع متخصصة في تربية وتسمين الضأن.

### الصناعة
قبل قيام الدولة السعودية كانت الصناعة في المنطقة تتمثل في المنتجات الحرفية، مثل: صناعة الجلود كحزام الخيل وأغمدة السلاح وقرب الماء، والصناعات الخوصية كالأقفاص والأواني والسلال والمراوح، والصناعات الخشبية كالأبواب وبعض أدوات الزراعة، والصناعات الحجرية كالرحى والمجرشة والمهباش، والصناعات الصوفية كفرش النوم والسجاد والعباءة الجوفية. كانت الصناعة قبل سنة 1390 للهجرة (1970 للميلاد) محدودة للغاية، ولكنها أخذت في التزايد فقد افتتحت العديد من الورش الصناعية والتي بلغ عددها في سنة 1418 للهجرة قرابة 200 ورشة، وبلغ عدد المصانع 20 مصنعاً في السنة التي تليها وبلغت استثماراتها 112 مليون ريال آنذاك وارتفع الاستثمار إلى 220 مليون ريال في سنة 1425 للهجرة (2004 للميلاد). اختص 12 مصنعاً بصناعة المواد الغذائية والمشروبات، ثم 4 مصانع للصناعات الكيماوية والبلاستيكية، و4 مصانع لصناعة مواد البناء والصيني والخزف والزجاج.
المساهمة الصناعية في المنطقة ضعيفة حيث أن عدد المصانع في المنطقة لا يمثل إلا 0.53% من المصانع في المملكة العربية السعودية، وعدد العمال بها لا يمثل إلا 0.23% من عدد العمال في المصانع الأخرى، ورأس المال المستثمر لا يمثل إلا 0.08% من رأس المال المستثمر في باقي المصانع. تعدّ المشروعات الصناعية في المنطقة في أغلبها مشروعات فردية محدودة التمويل، وجميعها وطنية في غياب الاستثمار الأجنبي، ويقتصر معظم النشاط الصناعي على صناعة المواد الغذائية والمشروبات تاركاً الاعتماد على الثروات والإمكانات في المنطقة.

### المعادن
قامت وزارة البترول والثروة المعدنية (تسمى الآن وزارة الطاقة والصناعة والثروة المعدنية) بدراسات استكشافية وتنقيبية للمنطقة حددت على إثرها وجود العديد من الخامات، مثل: الصلصال الموجود في منطقتي جال عجربة والظيلية والذي يدخل في صناعة مواد البناء، ورمل السيليكا الموجود في منطقتي المليح واللجة وعلى امتداد طريق تبوك وجنوب شرقي سكاكا، والسيليكا يدخل في صناعة الزجاج، ويوجد بأشكاله على شكل المرو، والأوبال، والكالسيدوني. توجد بالمنطقة أيضاً صخور البازلت الموجودة في حرة الحرة، وتدخل في صناعة الأسمنت البوزلاني، وتحتوي المنطقة أيضاً على صخور الحجر الجيري الموجود في وادي التربة وغرب جبل العبد، وصخور الدولوميت الموجودة على امتداد طريق سكاكا عرعر، ومعدن الفوسفات الموجود في حرة الحرة، والملح الموجود في وادي السرحان وحظوظاء وكاف وإثرة.

### التجارة
قديماً كانت التجارة في المنطقة تعتمد على نظام المقايضة وتبادل السلع حسب احتياجات الفرد، وعانت المنطقة في سنة 1356 للهجرة (1937 للميلاد) وحتى سنة 1365 للهجرة (1945 للميلاد) لسببين وهما قلة الواردات لضعف الموارد المالية للسكان، وبسبب الحرب العالمية الثانية التي سببت أزمة اقتصادية لعدد من دول العالم.
مع تطور الدولة ونشأة الغرف التجارية، وزيادة السجلات والتراخيص وتأمين مستلزمات الحياة الأساسية للسكان وتطوير مصادر الدخل لدى السكان نتيجة للتطور، فقد ازدادت أعداد الأسواق والمجمعات التجارية والمؤسسات الفردية والشركات، والتي بلغ عددها 6191 مؤسسة وشركة في منطقة الجوف. ومن أهم الأنشطة التجارية في المنطقة في القطاع التجاري هي تجارة الجملة والتجزئة في المواد الغذائية، والأدوات الكهربائية والصحية، والأقمشة والملابس.
بسبب موقعها الجغرافي في شمال غرب المملكة العربية السعودية، فإن جزءاً كبيراً من التجارة البرية يمر من خلال منفذ الحديثة أحد أهم المنافذ التجارية للملكة لكونه من أكبر وأهم المنافذ في منطقة الشرق الأوسط حيث يربط دول مجلس التعاون الخليجي مع الأردن ودول الشام ومصر وتركيا ومنها إلى الدول الأوربية. يوجد للمنطقة فرع لوزارة التجارة والاستثمار يقوم بإصدار التراخيص للشركات والمؤسسات، ومكافحة الغش التجاري، ومطابقة المواصفات، ومراقبة الأسواق لحماية المستهلك.

## الحياة الفطرية

### الغطاء النباتي
الغطاء النباتي يعدّ ضعيفاً في العديد من المواقع، ومن أهم النباتات التي تشكل الغطاء: الخزامى، والسدر، والسمح، والفقع، والخبيزة، والربلة، والمهاة، والرقمة، والشيح، والقيصوم، والبعيثران، وجثجاث، والمحروت، والأقحوان، والصفارة، والرمث، والغضى، والأرطى، والأثل والطرفاء، والعاذر، والعرفج، والسعدان، والرغل، والروثة، والبسباس، والكيسوم، والجهق، والديدحان، والسليح، والقليقلان، والحوى، ولسان الثور، والثعلوق، والبحلاء، والطوط، والكراث، والبابونج، والنفل، والزعتر، والدباغية، وشقائق النعمان، والنصي، والرتم، والعوسج، واللويزة.

### الحياة الحيوانية

#### الثدييات

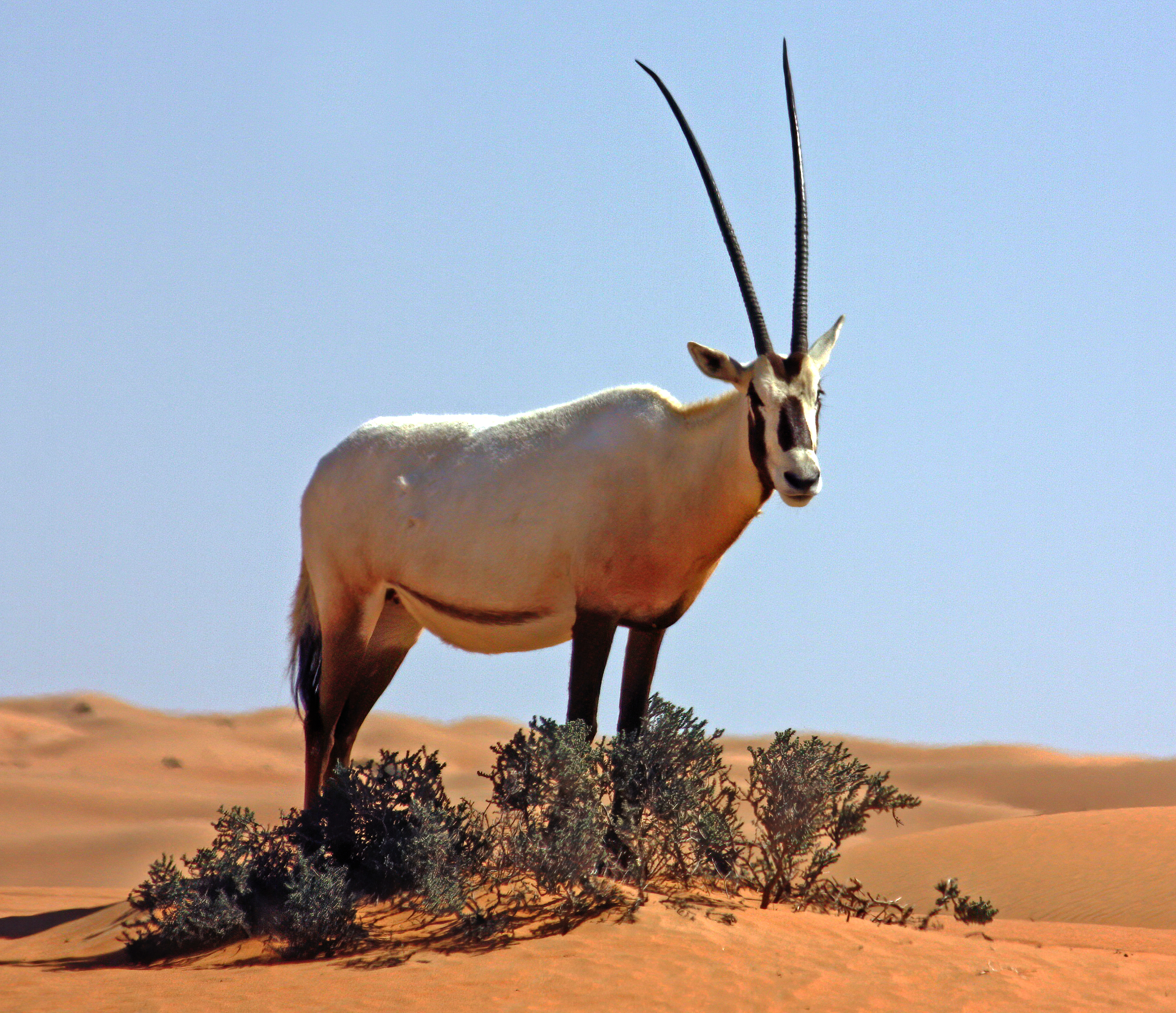
المها العربي من الحيوانات التي أوشكت على الانقراض وقد أعيد إدخالها إلى مناطقها الطبيعية.

ساهمت البيئة الصحراوية والجبلية بمنطقة الجوف في أن يتواجد بها العديد من الثدييات، حيث يوجد بالمنطقة خمسة أنواع من رتبة شفعية الحافر وهي المها العربي، وغزال الريم، وغزال الأدمي، والغزال العفري، والوعل النوبي، وهذه الأنواع تعد من أندر الأنواع في المنطقة بسبب الصيد الجائر الذي تعرضت له في القرن العشرين مما أدى إلى اختفائها من كل أو أغلب مواطنها الطبيعية. يوجد بالمنطقة أيضاً سبعة أنواع من رتبة اللواحم وهي الذئب العربي، والثعلب الأحمر، وثعلب الرمال، وغرير العسل، والضبع المخطط، والقط الرملي، والقط البري. أعداد هذه الأنواع في تناقص مستمر لأنها تعدّ مصدر تهديد للمواشي وسكان البادية. أخيراً تعيش في المنطقة عشرة أنواع تتبع لأربع رتب كلها من آكلة الحشرات، وهي القنفذ الأثيوبي من رتبة قنفذيات الشكل، وأرنب الصحراء البري من رتبة أرنبيات الشكل، والوبر الصخري من رتبة الوبريات، وأخيراً رتبة القوارض والتي يتبع لها 7 أنواع هي عضل جيسمان، وعضل واغنر، والجرذ الليبي، وجرذ سندوفال، والجربوع الصغير، وجربوع الفرات، والنيص.

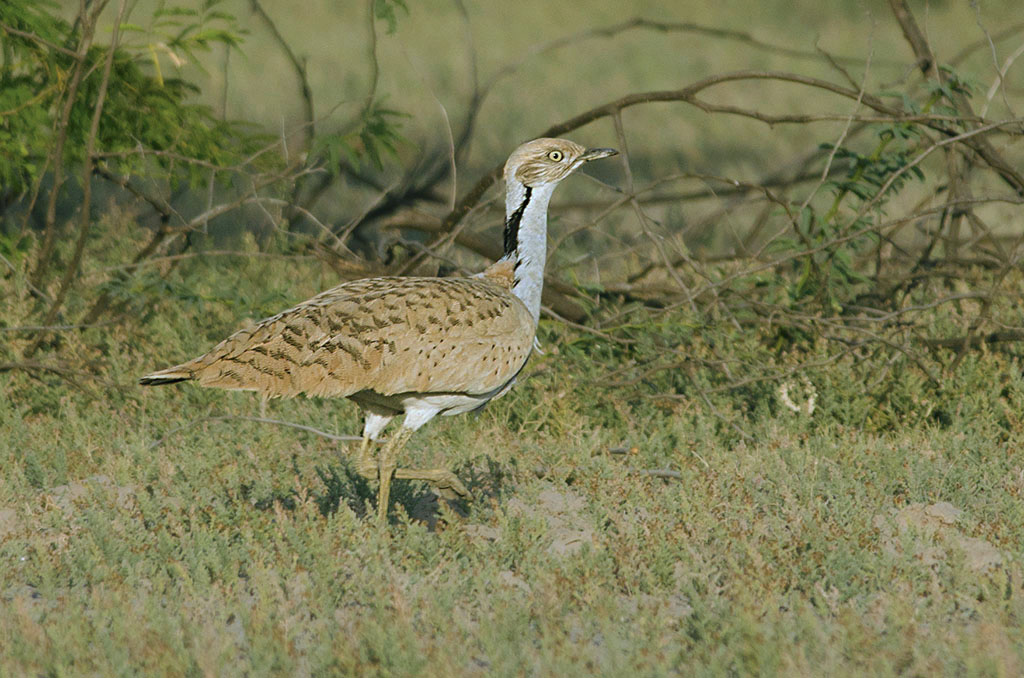
حبارى ماكوين.

#### الطيور
أول من كتب عن طيور المنطقة هو جون فيلبي وذلك في سنة 1923، وكان أهم ما ذكره هو أن النعام العربي الذي كان يربى في مدينة دومة الجندل ويتواجد بشكل طبيعي في وادي السرحان. تتابعت الدراسات على المنطقة لتسجيل الطيور فكانت دراسة رتشارد ماينرزهاغن في سنة 1954 ثم دراسة آرثر غرين في 1983، ثم دراسة قامت بها الهيئة الوطنية لحماية الحياة الفطرية، ثم دراسة قام بها عالم الطيور البريطاني مايكل جينيغز في 1995. تعدّ محمية حرة الحرة وبحيرة دومة الجندل أهم منطقتين في الجوف بالنسبة للطيور حيث أن الأولى توفر حماية للطيور بسبب صعوبة وصول البشر إليها وصيدها، والثانية تعدّ منطقة رطبة تتوافد عليها الطيور فقد سجل فيها خلال أحد المسوح في تسعينات القرن العشرين أكثر من 10 آلاف طائر في فصل الشتاء. تعاني الطيور في المنطقة بسبب الصيد الجائر، واختفاء المناطق الطبيعية، وتأثرها باستهلاك البشر غير المنظم للمياه الجوفية. يسكن في المنطقة العديد من الطيور، وتعدّ منطقة عبور للطيور في هجرتها ولكن مع ذلك لم يسجل فيها سوى 170 نوعاً مهاجراً فقط.

#### الزواحف
توجد في منطقة الجوف رتبة واحدة من الرتب الأربعة للزواحف وهي رتبة الحرشفيات، ويعيش فيها تحديداً قرابة اثنان وعشرون نوعاً من تحت رتبة السحالي، وتسعة أنواع من تحت رتبة الثعابين. تتواجد أغلب هذه الأنواع بأعداد جيدة في مواطنها الطبيعية لكن الضب قد يواجه خطر الانقراض بسبب الصيد الجائر الذي يتعرض له، وبالإضافة إلى الضب فإن الثعبان الأنيق، والثعبان شبيه القط، والصل الأسود تتواجد بأعداد قليلة في موطنها الأصلي، أما الثعبان الصخري فإن أعداده متوسطة في أماكن انتشاره.

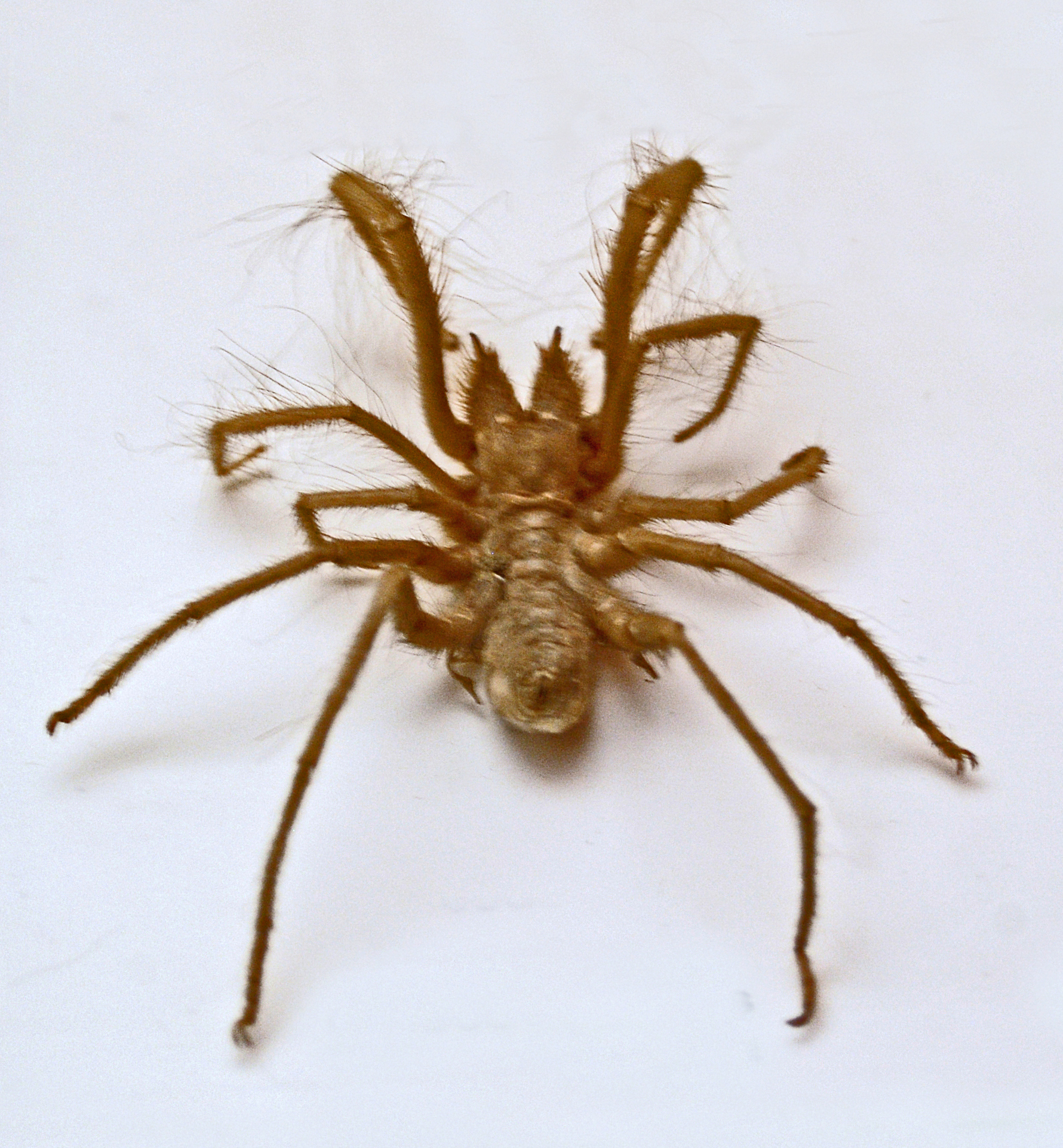
عنكبوت الشبث.

#### مفصليات الأرجل
تعدّ بيئة المملكة بيئة غنية بأنواع كثيرة من مفصليات الأرجل، ويعيش في منطقة الجوف العديد منها والتي تصنف في عدة طوائف مثل طائفة العنكبيات وتتبع لها عدة رتب مثل رتبة العناكب، ورتبة المغتزلات، ورتبة العقربيات، ورتبة القراد والحلم. أيضاً توجد طوائف أخرى مثل طائفة ذوات المئة رجل ويوجد في الجوف نوع واحد هو أم أربعة وأربعين المتقلبة (Scolopendra mirabilis)، وأيضاً طائفة الحشرات وتتبع لها رتبة الصراصير، ورتبة مستقيمة الأجنحة، ورتبة متساوية الأجنحة، ورتبة متشابهة الأجنحة، ورتبة نصفية الأجنحة، ورتبة الخنافس، ورتبة حرشفية الأجنحة، ورتبة غشائية الأجنحة، ورتبة ذوات الجناحين. هذه الحشرات قد تعدّ مؤذية للمحاصيل الزراعية ومزعجة للسكان وفي الأغلب يُتخلص منها.

## الثقافة والسياحة

### الآثار

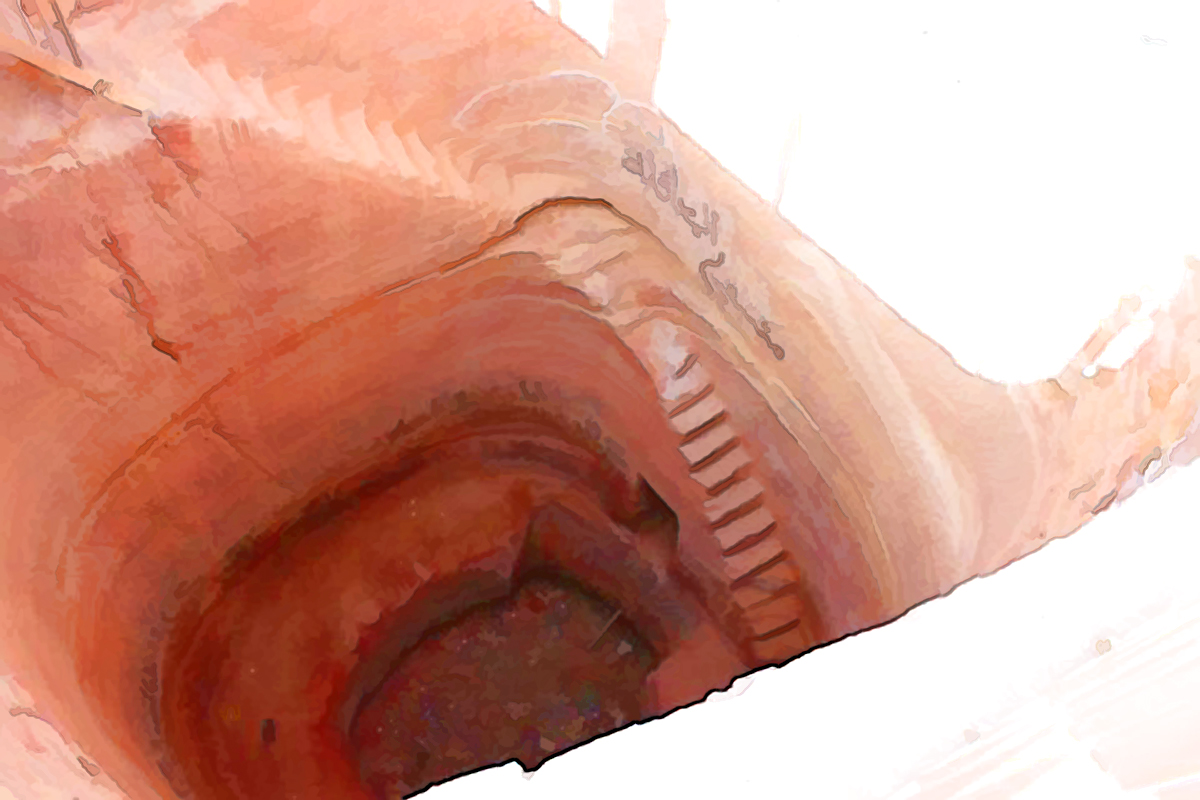
بئر سيسرا
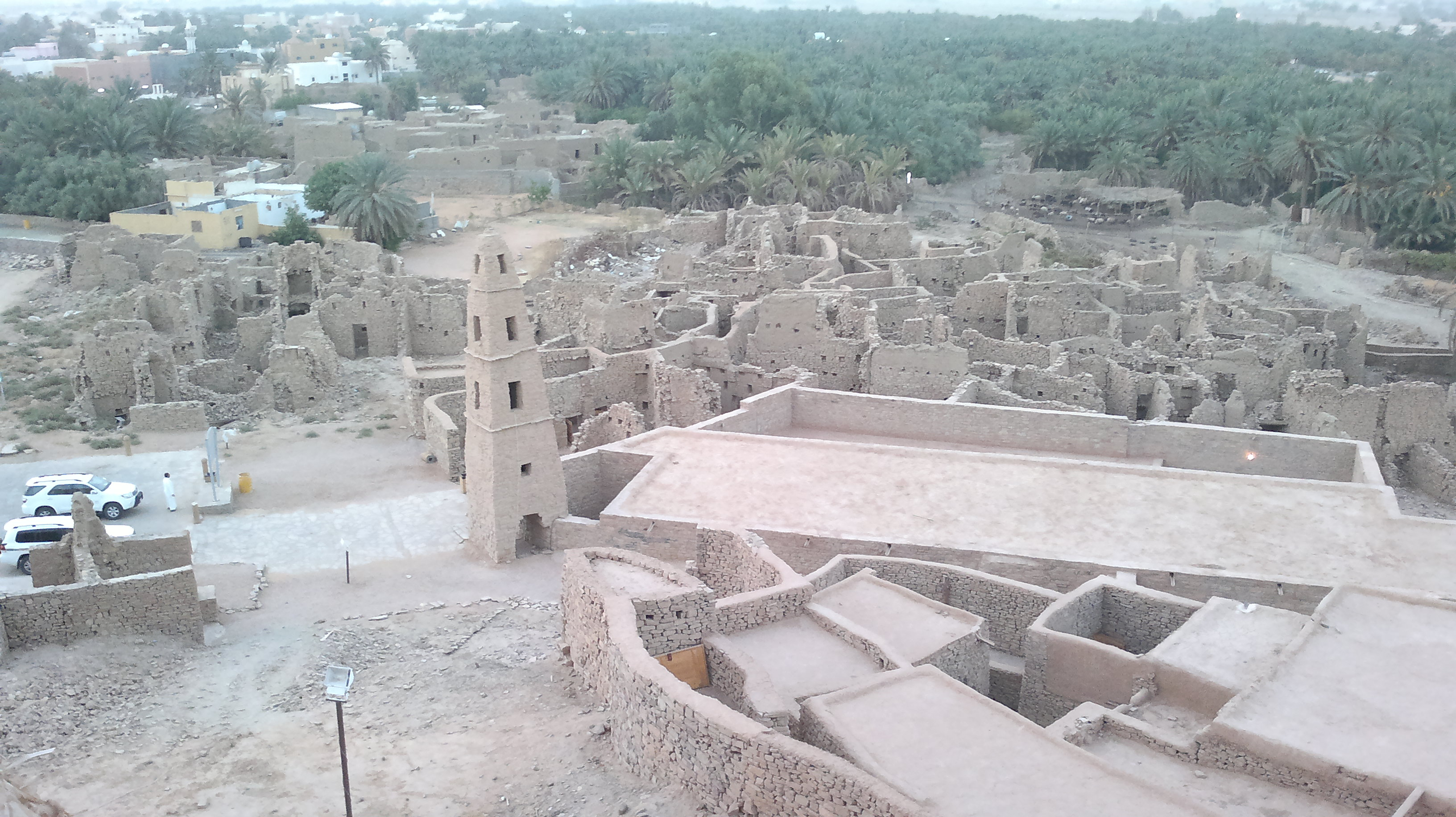
حي الدرع القديم ومسجد ومئذنة عمر بن الخطاب
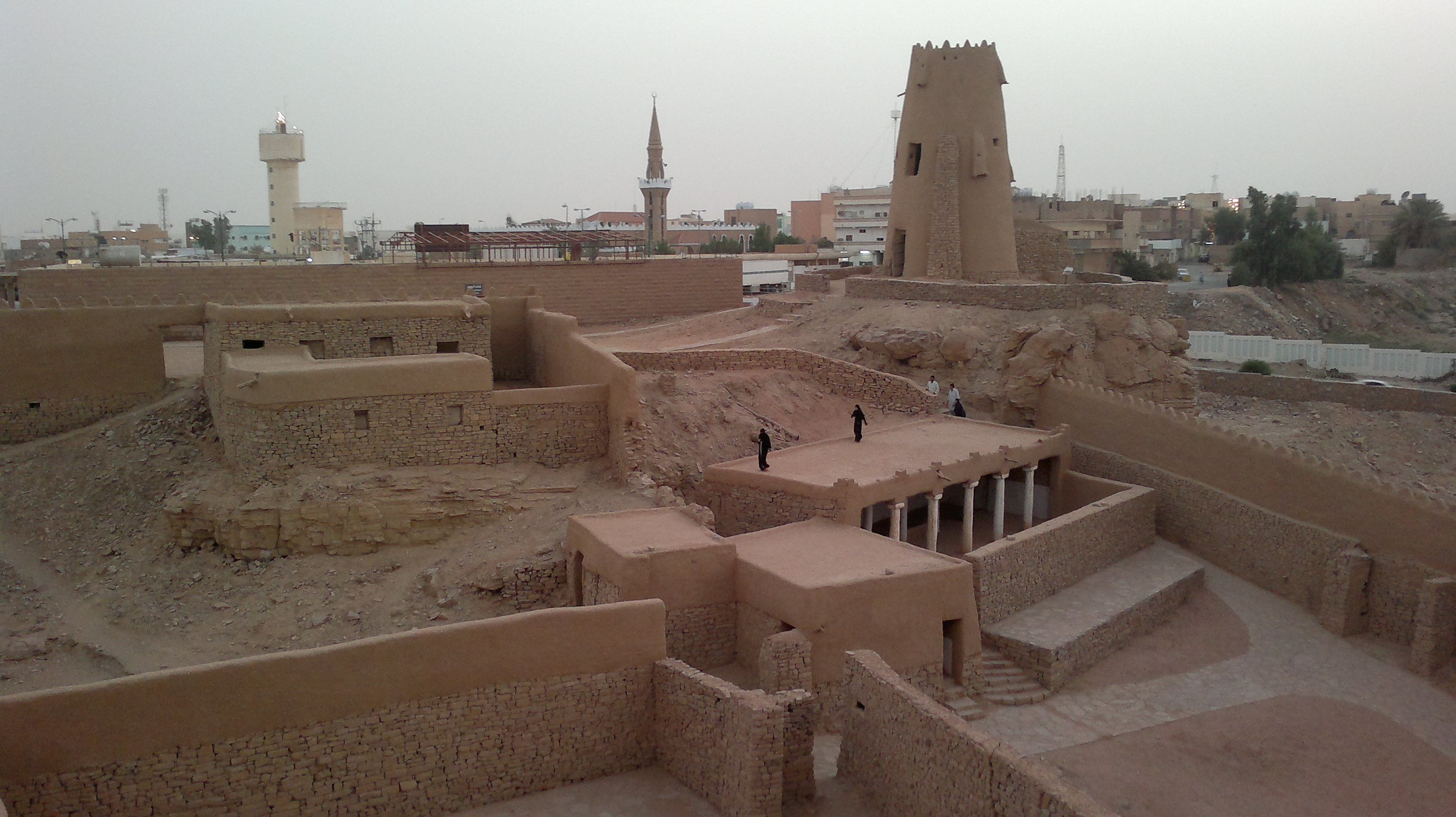
قلعة مارد
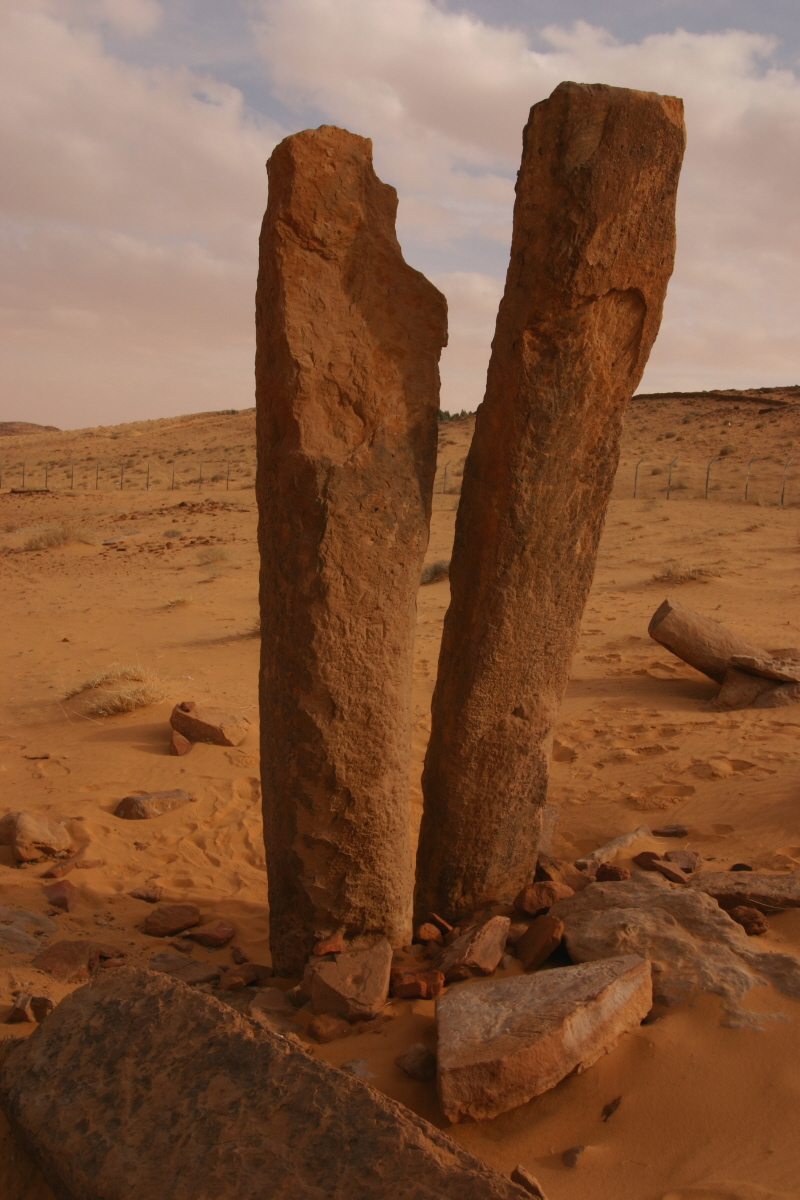
أعمدة الرجاجيل

بالمنطقة العديد من المواقع الأثرية التي تعود للعصور الحجرية ثم النحاسية وتمتد عبر عهد مملكة قيدار والأنباط والنفوذ الروماني، لنصل إلى عهد صدر الإسلام وما تبعه من عصور الدولتين الأموية والعباسية ثم العهد العثماني وحكم أسرة الشعلان ثم الدولة السعودية. اكتشف في هذه المواقع مستوطنات ومدافن وفخاريات ونقوش ثمودية ونبطية ورومانية، بالإضافة لنقوش عربية من فترات إسلامية مختلفة.
| الاسم                           | الوصف | المصدر          |
| ------------------------------- | --- | --------------- |
| نقوش قارة المزاد                | هي مجموعة نقوش على الواجهة الشرقية للجبل تحمل ألقاباً عسكرية ويعتقد أن لها علاقة بالحامية النبطية التي كانت معسكرة بالقرب من الجبل، وتعود هذه النقوش للقرنين الأول والثاني الميلاديين. | [ 130 ]         |
| أعمدة الرجاجيل                  | هو موقع مساحته ثلاث كيلومترات مربعة استخدم كمدافن أنشئ قبل حوالي 4500 سنة قبل الميلاد حيث توجد أربعة أعمدة حجرية عند كل مدفن وبداخله حجر دائري وبجانبه غرفة لأداء الطقوس. عثر في الموقع أيضاً على العديد من الأدوات مثل المكاشط والصحون والأكواب وأدوات الزينة، وعثر أيضاً على العديد من الرسومات الصخرية. | [ 131 ]         |
| قلعة زعبل                       | هي قلعة أثرية بنيت قبل 300 عام على أنقاض قلعة نبطية تعود لعهد تواجد الأنباط في المنطقة. ليس للقلعة سوى مدخل واحد ولها أربعة أبراج تستخدم للمراقبة وفي الحروب. ترتفع القلعة قرابة خمسين متراً عن مستوى المدينة وتعدّ مقصداً للسياح القاصدين للمنطقة. | [ 132 ]         |
| بئر سيسرا                       | هي بئر منحوتة بالحجر سميت باسم سيسرا الكنعاني قائد جيش يابين ملك حاصور الذي حارب اليهود، ويوجد لها درج يسمح بالنزول لأسفلها، وهناك توجد قناة محفورة تقوم بنقل المياه إلى باقي المدينة وترتبط مع ضاحية اللقائط في شرق المدينة بنفق طوله ثلاث كيلومترات. | [ 132 ]         |
| نقوش وقبر غار حضرة              | هو غار منحوت لا يعرف تاريخ نحته، وسبب تسميته بهذا الاسم ولكن التسمية تنسب إلى رجل يدعى حضرة وأنه كان أول صحابيٍ يحضر إلى المدينة، ولكن شكك حمد الجاسر وقال بأنه "قد يكون هذا الرجل أقدم عهداً مما تتصورون". طريقة النحت هي نفسها التي في مدائن صالح. | [ 133 ]         |
| قلعة مويسن                      | يعود تاريخ بناء القلعة إلى الفترة بين القرنين الثالث والسادس الميلاديين وعثر به على العديد من النقوش الصخرية العائدة للقرنين الأول والثاني الهجريين عن عبور الحجاج إلى مكة. عثر حول القصر على قنوات ري وآبار قديمة وأدلة على الزراعة. | [ 134 ]         |
| قصر العيشان                     | هو قصر بُني في القرن الهجري الثالث عشر من الطين والحجارة في منطقة واحة تضم أشجار النخيل والأثل. للقصر مدخلان وبئران وبرجان في الزاوية الجنوبية الشرقية وفي الزاوية الشمالية الغربية، وبجواره مسجد مبني من الحجر ومسقوف بسعف النخل وهو بحالة جيدة. | [ 135 ]         |
| مستوطنات الشويحطية              | هي مجموعة مواقع استيطان ومواد خام تقع في مركز الشويحطية وتحمل الرقم 201/49 وبلغ عددها أكثر من 16 موقعاً. هذه المواقع وفقاً للدراسات التي أجريت، تعدّ مناسبة لسكن الإنسان القديم لوجود المياه من وادي السرحان ولوجود الكهوف التي تحمي الإنسان في أوقات الكوارث. | [ 18 ]          |
| قيال                            | هو موقع نبطي كان به حامية ارتكزت عند جبل قيال لحماية الطريق التجاري المتجه من دومة الجندل إلى جنوب وادي الرافدين وشرق شبه الجزيرة العربية. عثر في الموقع على قرية سكنية ومبنيين مختلفين وعلى نقوش نبطية عديدة، وعلى كسر الفخار المعروف باسم فخار قشر البيض النبطي. | [ 136 ]         |
| مناطق التصنيع في حوض سكاكا      | هي منطقة عثر فيها على العديد من الأدوات التي استخدمت في العصر الحجري. لم يكن في المنطقة أي استقرار بشري ولكنها كانت منطقة للتعدين حيث استخدمت أحجار الشيرت المنتشرة في الموقع لصناعة أدوات غير مكتملة. | [ 137 ]         |
| فخاريات لقطة                    | هو موقع أثري في الحافة الشمالية لصحراء النفوذ وهذا تسبب في دفن جزء كبير من الموقع الأثري تحت الرمال. عثر في الموقع على تلال أثرية وآثار لأساسات طينية ووحدات بنائية وكسر فخارية وأسوار تحيط بالمكان. يعود تاريخ المكان في الفترة بين القرن الثاني قبل الميلاد والقرن الأول الميلادي. الفخاريات التي عثر عليها تؤكد ارتباط الموقع بأماكن أخرى في شبه الجزيرة العربية وأن الموقع كان بعيداً عن التأثير الهلنستي على المكان وأنه يعود لحضارة عربية. | [ 138 ]         |
| مبنى ونقوش القدير               | الموقع يضم مبنى حجرياً صغيراً يعرف باسم قصر القدير وبئراً تقع إلى الشمال منه وبقايا أساسات حجرية منهدمة. عثر بالموقع على العديد من الرسومات الحجرية والنقوش الثمودية والكتابات الإسلامية العائدة لفترة ما بين القرنين السادس والثامن الهجريين، ويعتقد أنه كان يقع على أحد دروب الحج القديمة. | [ 139 ]         |
| نقوش قارة النيصة                | يضم الموقع مجموعة كبيرة من الرسومات الحجرية والنقوش الثمودية والنقوش الإسلامية المبكرة. يعتقدُ أن الموقع كان محطة لاستراحة الحجاج حيث عثر به على أكثر من 100 نقش إسلامي تعود للعصر العباسي ما عدا نقش واحد يعود لعهد الخليفة الأموي هشام بن عبد الملك. | [ 140 ]         |
| حي الدرع                        | حي الدرع هو البلدة القديمة في مدينة دومة الجندل ويعود للفترة الإسلامية. تختلف مساحات المباني وتخطيطاتها ولكنها تتفق في وجود فناء أو فناءين وتضم المجالس وغرف النوم. البيوت تحيط بميدان واسع تمتد منه أربعة شوارع. | [ 141 ]         |
| قلعة مارد                       | هي قلعة أثرية تعود حسبما اكتشف إلى الآن إلى عهد الأنباط وكانت مقراً للحكم في دومة الجندل. يحيط بالقلعة أربعة أبراج ثلاثة منها متصلة ببعضها البعض مما يسهل الحركة بشكل كبير يحيط بالقلعة سور أضيف إليه سورٌ آخر في الجهة الجنوبية والشرقية والشمالية لكونها تمثل نقطة ضعف للقلعة ويبلغ ارتفاع السور الثاني ثمانية أمتار تقريباً. للقلعة مدخل واحد من جهة الجنوب.                                                                                    | [ 142 ]         |
| مسجد عمر بن الخطاب              | هو مسجد منسوب إلى الخليفة الراشد الثاني عمر بن الخطاب وتكمن أهميته في أنه يمثل نموذج العمارة القديم في بداية الإسلام. تعدّ المئذنة فريدة من نوعها في نمط المآذن في شبه الجزيرة العربية لكنها تأثرت بالأسلوب العمراني في العهد الأموي. | [ 143 ]         |
| سور دومة الجندل                 | هو السور الذي يحيط بدومة الجندل وطول المتبقي منه قرابة ألف مترٍ تقريباً حيث تهدم جزء من السور ودفن جزء آخر تحت الرمال. يعود تاريخ بناء السور إلى القرن الميلادي الأول. | [ 144 ]         |
| سوق دومة الجندل                 | هو مركز دومة الجندل سابقاً وأحد أسواق العرب في الجاهلية. بنيت المحلات من الحجر ولكنها الآن متهدمة وقد زالت معالمها. | [ 145 ]         |
| مدافن ونقوش الصنيميات           | هي مدافن نبطية مبنية من الحجارة عثر فيها على أوانٍ حجرية وحلي ونقود من عهد الحارث الرابع ملك الأنباط ونقود رومانية تعود لسنة 118 للميلاد. | [ 146 ]         |
| الدوائر الحجرية في وادي السرحان | هي مجموعة من الدوائر الحجرية في موقعين مختلفين في الوادي يضم الموقع الأول قرابة خمسين دائرة حجرية والثاني قرابة مئة دائرة حجرية. عثر في محيط هذه الدوائر على العديد من الأدوات الحجرية، ويعتقد أنها تعود إلى الألف الرابع قبل الميلاد. | [ 147 ] [ 148 ] |
| قلعة الصعيدي                    | هي قلعة أثرية يعود تاريخ استخدامها وفقاً للأدلة الأثرية إلى منتصف الألف الأول قبل الميلاد حيث عثر بها على العديد من القطع الفخارية التي تعود إلى فترة مدين. للقلعة سورٌ يحيط بكامل السطح المنبسط للجبل ويرتفع قرابة أربعة أمتار. يحيط بالقلعة عدد كبير من الأبراج مربعة الأضلاع وخصوصاً في الواجهة الشرقية والتي يوجد بها المدخل للقلعة والذي يؤدي للساحة التي توجد بها الحجرات والبئر وخزان المياه.                                               | [ 149 ]         |
| قصر ابن شعلان                   | هو مقر حكم الشعلان في المنطقة سابقاً وجلب نواف الشعلان الأخشاب والبنائين من سوريا واستخدم الحجارة الموجودة في محيط القصر. بُني القصر على شكل مربع في سنة 1920 للميلاد وأحيط بسور ذي أربعة أبراج مستديرة وجُعل له مدخلين منفصلين. يتمثل مجلس الأمير في خمس غرف تحيط بفناء وغرفة جلوس كبيرة فوق مرتفع صخري يشرف على القصر. | [ 150 ]         |
| قصر عقيلة المشعان               | هو مبنى ضخم بني من الحجارة البازلتية وقد تعرض لأعمال جرف حديثة. ترتفع جدران المبنى قرابة متر ونصف ويمثل وجوداً لبلدة قديمة. عثر في الموقع على كميات من الكسر الفخارية التي يعود تاريخها إلى الألف الأول قبل الميلاد وقد استمر استخدامه إلى الفترة النبطية والبيزنطية. | [ 151 ]         |
| قصر المذهن                      | هو مبنى بُني بالحجارة البازلتية ويعتقد أنه بني في عهد الأنباط بسبب أسلوب البناء المشابه للأبنية النبطية ولوجود كسر الفخار النبطي في الموقع. يحيط سورٌ مبني من الحجارة البازلتية بالمبنى وبه مدخلان في الشمال والجنوب الشرقي والتي تقود إلى غرف داخل المبنى. عثر في القصر على نقش عربي بالخط الكوفي يعتقد أنه يعود إلى الفترة الأموية. | [ 152 ]         |
| قصر الخراب                      | هو مبنى شيد من الحجارة البازلتية وقد تهدمت غرفه. وقد ذكره الرحالة وينيت على أنه مستطيل الشكل وأن له سوراً وقد يكون معبداً دينياً، وقد أرخ للفترة النبطية بسبب الفخار الموجود بداخله. | [ 153 ] [ 154 ] |
| قصر الوسيعة                     | هو مبنى من غرفتين بنيت من الحجارة البازلتية السوداء وقد طمر وبني فوقه بيت من الطين ذي طابقين. للقصر قنوات مائية وبئر من حوله. | [ 153 ]         |
| قصر الرسلانية                   | هو عبارة عن مبنى من غرف متعددة لم تبق منها إلا أساساتها وبني عليها غرف من الطين وسقفت الغرف بالأثل وجريد النخل. | [ 153 ]         |
| مدافن ونقوش نعيج                | هي بيوت ومدافن لم يبق منها إلا بعض الأساسات والجدران وقد عثر فيها على العديد من النقوش والرسومات الصخرية لحيوانات المنطقة، وقد رسمت على حجارة بازلتية. | [ 153 ]         |
| بيوت حرة البصيلة الحجرية        | هي مجموعة من البيوت الحجرية في أسفل الحرة وحول الموقع العديد من القطع الحجرية. | [ 153 ]         |
| مدافن ونقوش حرة الرشراشية       | هي أساسات لبيوت ومدافن ومنطقة صخور عليها العديد من النقوش والكتابات. | [ 153 ]         |
| الدوائر الحجرية في جبل ماقل     | هي مجموعة من الدوائر الحجرية ذات التصميم العشوائي والتي عثر عليها في وادي ميشار في سفح جبل ماقل. عثر في الموقع على العديد من الأدوات مثل الأسنة وأدوات الشحذ والمقاشط وأدوات العصر الحجري النحاسي. تاريخ الدوائر الحجرية مختلف ولا تعود لذات الفترة. | [ 155 ]         |

### المتاحف
تضم منطقة الجوف متحفاً واحداً عاماً هو متحف الجوف ويقع في محافظة دومة الجندل بالقرب من المنطقة الأثرية وتبلغ مساحته الحالية 3600 م2، كما تضم المحافظة العديد من المتاحف الخاصة مثل متحف النويصر للتراث والذي يتكون من صالتين والعديد من الغرف التي تضم سوقاً شعبية ويضم العديد من المسكوكات القديمة والصناعات المحلية وأدوات الزراعة، ومتحف الوذيمان والذي يعرض الصناعات المحلية وأدوات الحرب والصوفيات، ومتحف نواف الراشد والذي يعرض أدوات الطبخ والسقيا والأواني الفخارية والمصنوعات الجلدية وبعض الأسلحة. تتواجد بالمدن الأخرى متاحف مثل متحف الشجرة للتراث الواقع في محافظة القريات والذي تتوسطه شجرة كبيرة تحيط بها خيمة تراثية ومبنى مقسم إلى ثلاثة أجزاء تعرض المطبوعات القديمة والمحنطات والمصنوعات المحلية، وفي مدينة سكاكا يوجد متحف ناصر قادر العروج للتراث والذي يعرض العديد من القطع الأثرية وأدوات القهوة والضيافة ومجموعة من أدوات الحرب والأسلحة وبعض المصنوعات الجلدية وأدوات الزراعة والمنزل.

شعار مهرجان الزيتون.

### المهرجانات
بالجوف العديد من المهرجانات التي يرتبط أغلبها بما اختصت به المنطقة من مزروعات فمن أشهر المهرجانات التي تقام في الجوف هو مهرجان الزيتون والذي بلغ عدد زائريه قرابة 95 ألف شخص، ومهرجان تمور الجوف تحت مسمى «ربيع الجوف بحلوتها» والذي يضم 85 معرضاً للتمور في المنطقة، ويحوي 90 نوعًا فاخرًا من التمور، بالإضافة إلى مهرجان الفاكهة. من المهرجانات التراثية التي تقام في المنطقة مهرجان السدو وهو يساهم في إبقاء ونشر حرفة صناعة السدو في المنطقة، كما يساهم في دعم الأسر المنتجة، بالإضافة إلى مهرجان مقيض طبرجل للهجن الداعم لرياضة سباق الهجن، ومهرجان طبرجل لإحياء التراث والذي زاره قرابة 20 ألف شخص. تقام أيضاً في الجوف العديد من المهرجانات الصيفية كغيرها من المناطق في المملكة العربية السعودية.

### المأكولات التقليدية
تزخر المنطقة بالعديد من المأكولات الخاصة فيها وتشترك مع منطقة حائل في العديد من المأكولات بسبب قربها منها. من المأكولات الخاصة بالمنطقة هي «البكيلة»، والتي تصنع بخلط تمر الجوف المعروف باسم الحلوة بنبتة السمح بعد تحميص حبوبها التي تعرف باسم الصبيب والسمن الطبيعي، كما تستخدم نبتة السمح لتعجن ثم يصنع منها خبز السمح. من مخبوزات الجوف أيضاً «المقشوش» والذي يشبه القرصان وقد يضاف إليه الخضروات لصنع «المشورب»، أو يقطع ويضاف إليه السمن لصنع «الخميعاء» والتي قد تصنع أيضاً باستخدام الخبز المعروف باسم «المصلي». من المأكولات التي تشتهر بها منطقة الجوف أيضاً «التطماج» والذي يصنع بخلط الفقع والحمص واللوبياء والجريش ثم تنقع في الماء ليوم كامل ثم تطبخ ويرش عليها طحين السمح ويصب عليها السمن، ومن المأكولات أيضاً «الوشيق» وهو شرائح اللحم المجفف والمملح، و«الكبسة» والتي تصنع من أرز التمن الأحمر. تشتهر المنطقة أيضاً بطبق «المنغطة» وهي تصنع بخلط التمر مع السمن وتسخينه على النار، و«الجبرق» وهو ورق العنب. من المأكولات التي تشترك فيها الجوف مع حائل أكلة «الجريش» وأكلة «المرقوق».

## الأندية الرياضية
نشأت في المنطقة ستة أندية لكرة القدم وهي:
| تسلسل | الاسم         | الدوري              | تاريخ التأسيس | المصدر  |
| ----- | ------------- | ------------------- | ------------- | ------- |
| 1     | نادي العروبة  | دوري روشن السعودي   | 1395هـ/1975م  | [ 169 ] |
| 2     | نادي القلعة   | دوري الدرجة الثالثة | 1394هـ/1974م  | [ 170 ] |
| 3     | نادي الانطلاق | دوري الدرجة الثالثة | 1404هـ/1984م  | -       |
| 4     | نادي الجندل   | دوري الدرجة الاولى  | 1396هـ/1976م  | [ 171 ] |
| 5     | نادي القريات  | دوري الدرجة الثالثة | 1395هـ/1975م  | -       |

## الإشارات والمصادر

### الإشارات

#### باللغة العربية
1. ↑  "مساحات مناطق المملكة الإدارية" (PDF). المملكة العربية السعودية - حقائق وأرقام، ص 14. هيئة المساحة الجيولوجية السعودية. مؤرشف من الأصل (PDF) في 2019-04-24. اطلع عليه بتاريخ 2015-03-29.
2. ↑  "النتائج التفصيلية منطقة الجوف (التعداد العام للسكان والمساكن1431هـ - 2010م)" (PDF). الهيئة العامة للإحصاء. 2010. مؤرشف من الأصل (PDF) في 2022-01-22. اطلع عليه بتاريخ 2021-04-09.
3. ↑  "السكان في منطقة الجوف حسب الجنس وفئات العمر والجنسية (سعوديون / غير سعوديين)" (xlsx). الهيئة العامة للإحصاء. 2019. اطلع عليه بتاريخ 2021-04-13.
4. ↑  "تعداد السكان والمساكن". الهيئة العامة للإحصاء. مؤرشف من الأصل في 2020-09-29. اطلع عليه بتاريخ 2020-07-10.
5. ↑  GeoNames (بالإنجليزية), 2005, QID:Q830106
6. ↑  "(البسيطاء) سلة غذاء الفواكه والقمح في المملكة". صحيفة الجزيرة. 15 يونيو 2014. مؤرشف من الأصل في 2018-09-03. اطلع عليه بتاريخ 2016-05-30.
7. ↑  ""الجوف" السعودية تحتفل بتسويق الزيتون". الجزيرة.نت. 24 يناير 2013. مؤرشف من الأصل في 2016-10-06. اطلع عليه بتاريخ 2015-11-25.
8. 1 2 3 4  "الجوف " أرض الزيتون "". وكالة الأنباء السعودية. 5 يناير 2016. مؤرشف من الأصل في 2018-09-03. {{استشهاد ويب}}: تجاهل المحلل الوسيط |سنة الوصول= لأنه غير معروف، ويقترح استخدام |date= (مساعدة)
9. ↑  "بالصور.. الجوف تستعد لأكبر "كرنفال" تسويقي للتمور بالشمال". صحيفة سبق. 21 يناير 2015. مؤرشف من الأصل في 2018-09-03. اطلع عليه بتاريخ 2015-11-25.
10. 1 2  عبد الرحمن بن أحمد السديري. صفحة 272 و273.
11. ↑  لسان العرب لابن منظور. طبعة بولاق الأولى (1301 للهجرة). فصل الجيم حرف الفاء.
12. ↑  القاموس المحيط للفيروزآبادي. طبعة مؤسسة الرسالة الثامنة (2005). باب الفاء فصل الجيم. صفحة 798.
13. ↑  "أمير عسير يعتمد برنامج وشعار كرسي الملك خالد للبحث العلمي". جريدة الرياض. 7 فبراير2009. مؤرشف من الأصل في 3 سبتمبر 2018. اطلع عليه بتاريخ 29 نوفمبر 2016. {{استشهاد ويب}}: تحقق من التاريخ في: |تاريخ= (مساعدة)
14. ↑  "«جوف بني هاجر» في الشرقية تفتقد مقومات الحياة المدنية". جريدة الرياض. 21 أبريل 2009. مؤرشف من الأصل في 2018-09-03. اطلع عليه بتاريخ 2016-11-29.
15. ↑  المؤرخ الاسلامي احمد عطية الله 1906م. دائرة المعارف الحديثة (ط. الاولى). ج. الثاني. ص. 665. مؤرشف من الأصل في 2023-05-07.{{استشهاد بكتاب}}:  صيانة الاستشهاد: أسماء عددية: قائمة المؤلفين (link)
16. 1 2  عبدالله قاسم النواق (1414هـ - 1993م). الشرارات (بنو كلب) (ط. الاولى). ص. 72. {{استشهاد بكتاب}}: تحقق من التاريخ في: |سنة= (مساعدة)
17. 1 2  عبد الرحمن بن أحمد السديري. صفحة 20.
18. 1 2  الثقافة التقليدية في المملكة: المواقع الأثرية لسعد الصويان. صفحة 333 إلى 335.
19. ↑  الثقافة التقليدية في المملكة: المواقع الأثرية لسعد الصويان. صفحة 283 إلى 285.
20. ↑  موسوعة المملكة العربية السعودية، مواقع العصور الحجرية: موقع جبل ماقل. نسخة محفوظة 12 سبتمبر 2017 على موقع واي باك مشين.
21. ↑  موسوعة المملكة العربية السعودية، مواقع العصور الحجرية: موقع 201 - 56. نسخة محفوظة 09 يناير 2018 على موقع واي باك مشين.
22. ↑  موسوعة المملكة العربية السعودية، مواقع العصور الحجرية: مواقع حوض سكاكا الجنوبي الشرقي. نسخة محفوظة 09 يناير 2018 على موقع واي باك مشين.
23. ↑  "في سكاكا.. اكتشاف قطع أثرية تعود إلى 300 عام قبل الميلاد". مؤرشف من الأصل في 2023-11-23.
24. ↑  تاريخ المنطقة منذ مطلع الألف الأول قبل الميلاد. موسوعة المملكة العربية السعودية. نسخة محفوظة 09 يناير 2018 على موقع واي باك مشين.
25. 1 2 3 4  هند التركي. صفحة 104 إلى 107.
26. ↑  هند التركي. صفحة 107.
27. ↑  هند التركي. صفحة 108 و109.
28. 1 2 3 4 5  تاريخ المنطقة منذ القرن السادس قبل الميلاد. موسوعة المملكة العربية السعودية. نسخة محفوظة 09 يناير 2018 على موقع واي باك مشين.
29. 1 2 3 4  Michel Mouton, Stephan G. Schmid. Page 10.
30. ↑  خليل المعيقل وسليمان الذييب. صفحة 9.
31. ↑  خليل المعيقل وسليمان الذييب. صفحة 140.
32. 1 2  سليمان الذييب. صفحة 217.
33. ↑  خليل المعيقل وسليمان الذييب. صفحة 128-131.
34. 1 2  Al-Otaibi, Fahad. Page 152.
35. ↑  جواد علي. صفحة 233.
36. ↑  ابن كثير. الجزء الرابع: صفحة 280-281.
37. ↑  ابن كثير. الجزء الرابع: صفحة 393.
38. ↑  ابن كثير. الجزء الرابع: صفحة 671-672.
39. ↑  ابن كثير. الجزء السابع: صفحة 75.
40. ↑  العهد الراشدي. موسوعة المملكة العربية السعودية. نسخة محفوظة 08 يناير 2018 على موقع واي باك مشين.
41. ↑  حمد الجاسر. صفحة 122.
42. ↑  حمد الجاسر. صفحة 123.
43. ↑  الفصل الثالث: العصر الحديث. موسوعة المملكة العربية السعودية. نسخة محفوظة 08 يناير 2018 على موقع واي باك مشين.
44. ↑  عبد الرحمن بن حمد السديري. صفحة 123.
45. ↑  ابن بشر. صفحة 208-209.
46. ↑  ابن بشر. صفحة 363.
47. ↑  عبد الرحمن بن حمد السديري. صفحة 125-126.
48. ↑  الشمري 2016، صفحات 212-215.
49. ↑  الشمري 2016، صفحات 215-218.
50. ↑  لوريمر، جون غوردون (1977). دليل الخليج، القسم التاريخي. الدوحة قطر: مكتبة أمير دولة قطر. ص. 1727.
51. ↑  الفالح 2014، صفحة 41.
52. ↑  الفالح 2014، صفحة 40.
53. ↑  الفالح 2014، صفحات 41-42.
54. ↑  الحماد 2004، صفحة 153.
55. ↑  عبد الرحمن بن حمد السديري. صفحة 155.
56. ↑  عبد الرحمن بن حمد السديري. صفحة 155-157.
57. 1 2  "عقدة الجوف ووادي السرحان: في شمال المملكة العربية السعودية 2/2". صحيفة الرياض. 1 أغسطس 2008. مؤرشف من الأصل في 2018-09-24. اطلع عليه بتاريخ 2016-01-25.
58. ↑  نضال عضايلة (2005). الحداثة و التطور في التربية الوطنية: تاريخ الأردن السياسي، 1920-2004. مركز يزيد للنشر. مؤرشف من الأصل في 2019-12-17.
59. ↑  مفيد الزيدي. صفحة 153 ~ 157.
60. ↑  حمد الجاسر. صفحة 42.
61. ↑  حمد الجاسر. صفحة 161.
62. ↑  سلامة عبيد. صفحة 160.
63. ↑  "الأمير الجليل عبدالعزيز بن أحمد السديري (رحمه الله) (1327-1375هـ)". صحيفة الجزيرة. 1 أغسطس 2010. مؤرشف من الأصل في 2019-04-14. اطلع عليه بتاريخ 2016-12-21.
64. ↑  تاليف مجموعة من الباحثين. عبدالرحمن بن احمد السدري امير الجوف (ط. 1). دار الجوف للعلوم. ص. 349.
65. ↑  عبد الرحمن بن حمد السديري. صفحة 232.
66. 1 2  الحدود والشكل: الحدود السعودية . الأردنية. موسوعة المقاتل. نسخة محفوظة 22 أغسطس 2017 على موقع واي باك مشين.
67. ↑  "نظام المناطق مشروع مستقبلي لحل مشاكل نظم الإدارة المحلية بعد الحرب العالمية الثانية". جريدة الجزيرة. 3 يناير 2000. مؤرشف من الأصل في 2018-10-15. اطلع عليه بتاريخ 2016-01-24.
68. ↑  مجلس منطقة الجوف، موسوعة المملكة العربية السعودية. نسخة محفوظة 21 سبتمبر 2016 على موقع واي باك مشين.
69. ↑  "تعداد السعودية 2022". مؤرشف من الأصل في 2023-06-11.
70. ↑  "مسح الخصائص السكانية 2017 - الهيئة العامة للإحصاء" (PDF). مؤرشف من الأصل (PDF) في 2018-09-30. {{استشهاد بدورية محكمة}}: الاستشهاد بدورية محكمة يطلب |دورية محكمة= (مساعدة)
71. 1 2  "الكتاب الإحصائي السنوي الهيئة العامة للإحصاء". مؤرشف من الأصل في 2019-05-07.
72. ↑  "تعداد عام 1413هــ - 1992م". مصلحة الإحصاءات العامة والمعلومات. 1992. مؤرشف من الأصل في 2013-10-29. اطلع عليه بتاريخ 2016-01-29.
73. ↑  "تعداد عام 1425هـ - 2004م / منطقة الجوف". مصلحة الإحصاءات العامة والمعلومات. 2004. مؤرشف من الأصل في 2015-04-20. اطلع عليه بتاريخ 2016-01-29.
74. ↑  "تعداد السعودية 2022". مؤرشف من الأصل في 2023-06-11.
75. ↑  نطاق الإشراف الإداري لمنطقة الجوف. موسوعة المملكة العربية السعودية. نسخة محفوظة 21 سبتمبر 2016 على موقع واي باك مشين.
76. ↑  الحرات. موسوعة المملكة العربية السعودية. نسخة محفوظة 21 سبتمبر 2016 على موقع واي باك مشين.
77. 1 2 3  "الآثار بالقريات". صحيفة الجزيرة. 10 مايو 2005. مؤرشف من الأصل في 2018-09-03. اطلع عليه بتاريخ 2016-01-26.
78. ↑  هضبة الحماد. موسوعة المملكة العربية السعودية. نسخة محفوظة 21 سبتمبر 2016 على موقع واي باك مشين.
79. ↑  هضبة الحجرة. موسوعة المملكة العربية السعودية. نسخة محفوظة 21 سبتمبر 2016 على موقع واي باك مشين.
80. 1 2 3 4  "مساحات مناطق المملكة الإدارية" (PDF). المملكة العربية السعودية - حقائق وأرقام، ص 51. هيئة المساحة الجيولوجية السعودية. مؤرشف من الأصل (PDF) في 2019-04-24. اطلع عليه بتاريخ 2015-03-29.
81. ↑  جبل ماقل. نسخة محفوظة 21 سبتمبر 2016 على موقع واي باك مشين.
82. ↑  "جبل بِرِنْس وقصر زعبل". صحيفة المدينة. 5 أكتوبر 2012. مؤرشف من الأصل في 2018-09-03. اطلع عليه بتاريخ 2016-01-26.
83. ↑  الحواضر والمواقع الأثرية القديمة: سكاكا. موسوعة المملكة العربية السعودية. نسخة محفوظة 21 سبتمبر 2016 على موقع واي باك مشين.
84. ↑  موقع قارة النيصة. موسوعة المملكة العربية السعودية. نسخة محفوظة 21 سبتمبر 2016 على موقع واي باك مشين.
85. ↑  صحراء النفود الكبير. موسوعة المملكة العربية السعودية. نسخة محفوظة 21 سبتمبر 2016 على موقع واي باك مشين.
86. 1 2 3  "مساحات مناطق المملكة الإدارية" (PDF). المملكة العربية السعودية - حقائق وأرقام، ص 64-65. هيئة المساحة الجيولوجية السعودية. مؤرشف من الأصل (PDF) في 2019-04-24. اطلع عليه بتاريخ 2015-03-29.
87. ↑  "«حرة الحرة».. جمال الطبيعة يتألق في أبهى صوره". صحيفة البلاد. 18 جمادى الأول 1433 هـ. مؤرشف من الأصل في 28 أغسطس 2018. اطلع عليه بتاريخ 26 يناير 2016. {{استشهاد ويب}}: تحقق من التاريخ في: |تاريخ= (مساعدة)
88. ↑  الأودية في منطقة الجوف. موسوعة المملكة العربية السعودية. نسخة محفوظة 09 يناير 2018 على موقع واي باك مشين.
89. ↑  مياه السيول في الجوف. موسوعة المملكة العربية السعودية. نسخة محفوظة 09 يناير 2018 على موقع واي باك مشين.
90. ↑  "مساحات مناطق المملكة الإدارية" (PDF). المملكة العربية السعودية - حقائق وأرقام، ص 69. هيئة المساحة الجيولوجية السعودية. مؤرشف من الأصل (PDF) في 2019-04-24. اطلع عليه بتاريخ 2015-03-29.
91. ↑  "مساحات مناطق المملكة الإدارية" (PDF). المملكة العربية السعودية - حقائق وأرقام، ص 72. هيئة المساحة الجيولوجية السعودية. مؤرشف من الأصل (PDF) في 2019-04-24. اطلع عليه بتاريخ 2015-03-29.
92. ↑  "دراسة علمية لبحيرة دومة الجندل تنفذها جامعة الجوف". صحيفة اليوم. 3 فبراير 2009. مؤرشف من الأصل في 2016-08-16. اطلع عليه بتاريخ 2016-06-18.
93. 1 2 3 4  الموقع الجغرافي والفلكي لمنطقة الجوف. موسوعة المملكة العربية السعودية. نسخة محفوظة 09 يناير 2018 على موقع واي باك مشين.
94. 1 2 3  الحرارة في منطقة الجوف. موسوعة المملكة العربية السعودية. نسخة محفوظة 21 سبتمبر 2016 على موقع واي باك مشين.
95. 1 2 3 4  الأمطار في منطقة الجوف. موسوعة المملكة العربية السعودية. نسخة محفوظة 21 سبتمبر 2016 على موقع واي باك مشين.
96. ↑  "تقرير الطقس لسنوات 1985~2010". الهيئة العامة للأرصاد و حماية البيئة في السعودية. مؤرشف من الأصل في 2016-03-21. اطلع عليه بتاريخ 2016-05-21.
97. ↑  دليل الخدمات - منطقة الجوف. الدليل الخامس عشر 1436 هـ(2015 م). صفحة 57 إلى 67.
98. ↑  دليل الخدمات - منطقة الجوف. الدليل الخامس عشر 1436 هـ(2015 م). صفحة 71 إلى 79.
99. ↑  دليل الخدمات - منطقة الجوف. الدليل الخامس عشر 1436 هـ(2015 م). صفحة 83 إلى 86.
100. ↑  دليل الخدمات - منطقة الجوف. الدليل الخامس عشر 1436 هـ(2015 م). صفحة 89 إلى 94.
101. ↑  عبد الرحمن بن أحمد السديري. صفحة 158 إلى 160.
102. ↑  "الأمير الجليل عبدالعزيز بن أحمد السديري رحمه الله(1327-1375هـ) ذو الإمارتين وصاحب الوزارة(3-3)". صحيفة الجزيرة. 22 أغسطس 2010. مؤرشف من الأصل في 2016-08-17. اطلع عليه بتاريخ 2016-01-25.
103. ↑  منطقة الجوف. قاعدة معلومات الملك خالد. نسخة محفوظة 09 يناير 2018 على موقع واي باك مشين. [وصلة مكسورة]
104. ↑  المسافات بين المدن السعودية بالكيلو متر. وزارة النقل. نسخة محفوظة 13 أبريل 2016 على موقع واي باك مشين.
105. ↑  تاريخ التعليم في الجوف، إدارة التعليم بالجوف. نسخة محفوظة 09 يناير 2018 على موقع واي باك مشين.
106. 1 2 3 4  عبد الرحمن بن أحمد السديري. صفحة 255 إلى 264.
107. ↑  عن جامعة الجوف. نسخة محفوظة 02 أبريل 2016 على موقع واي باك مشين.
108. 1 2 3  د.الحميدي بن محمد الشرعان (7 مارس 2012). "نبذة تاريخية عن الخدمات الصحية بمنطقة الجوف". جريدة الرياض. مؤرشف من الأصل في 2018-09-03. اطلع عليه بتاريخ 2016-07-27.
109. ↑  عبد الرحمن بن أحمد السديري. صحفة 269-270.
110. ↑  عبد الرحمن بن أحمد السديري. صفحة 171.
111. ↑  عبد الرحمن بن أحمد السديري. صفحة 180.
112. ↑  "تقرير / موسوعة جينيس تسجل أكبر مزرعة زيتون حديثة في العالم بالجوف وكالة الأنباء السعودية". www.spa.gov.sa. مؤرشف من الأصل في 2018-12-09. اطلع عليه بتاريخ 2018-12-08.
113. 1 2 3  الزراعة في منطقة الجوف. الإدارة العامة للتعليم في الجوف. نسخة محفوظة 09 يناير 2018 على موقع واي باك مشين.
114. ↑  عبد الرحمن بن أحمد السديري. صفحة 272.
115. 1 2  "اليوم الوطني / 30 مليون شجرة في الجوف الخضراء شمال السعودية وكالة الأنباء السعودية". www.spa.gov.sa. مؤرشف من الأصل في 2019-06-13. اطلع عليه بتاريخ 2019-09-22.
116. ↑  "الشركات الزراعية .. هل دقت ساعة الرحيل؟". جريدة عكاظ. 16 ديسمبر 2014. مؤرشف من الأصل في 2014-12-16. اطلع عليه بتاريخ 2016-04-08.
117. 1 2 3 4  الزراعة والثروة الحيوانية: الوضع الحالي. موسوعة المملكة العربية السعودية. نسخة محفوظة 21 سبتمبر 2016 على موقع واي باك مشين.
118. ↑  الصناعة: لمحة تاريخية. موسوعة المملكة العربية السعودية. نسخة محفوظة 09 يناير 2018 على موقع واي باك مشين.
119. ↑  الصناعة: الوضع الحالي. موسوعة المملكة العربية السعودية. نسخة محفوظة 09 يناير 2018 على موقع واي باك مشين.
120. ↑  الصناعة. موسوعة المملكة العربية السعودية. نسخة محفوظة 09 يناير 2018 على موقع واي باك مشين.
121. 1 2  الصناعة: أبرز المنتجات والأنشطة داخل القطاع. موسوعة المملكة العربية السعودية. نسخة محفوظة 21 سبتمبر 2016 على موقع واي باك مشين.
122. 1 2  الموارد الطبيعية: الثروة المعدنية. موسوعة المملكة العربية السعودية. نسخة محفوظة 09 يناير 2018 على موقع واي باك مشين.
123. ↑  التجارة: لمحة تاريخية. موسوعة المملكة العربية السعودية. نسخة محفوظة 21 سبتمبر 2016 على موقع واي باك مشين.
124. ↑  التجارة: أبرز التطورات. موسوعة المملكة العربية السعودية. نسخة محفوظة 09 يناير 2018 على موقع واي باك مشين.
125. 1 2  التجارة:الوضع الحالي. موسوعة المملكة العربية السعودية. نسخة محفوظة 09 يناير 2018 على موقع واي باك مشين.
126. 1 2 3 4  الثدييات في منطقة الجوف. موسوعة المملكة العربية السعودية. نسخة محفوظة 09 يناير 2018 على موقع واي باك مشين.
127. 1 2 3 4 5  الطيور في منطقة الجوف. موسوعة المملكة العربية السعودية. نسخة محفوظة 09 يناير 2018 على موقع واي باك مشين.
128. 1 2  الزواحف في منطقة الجوف. موسوعة المملكة العربية السعودية. نسخة محفوظة 22 سبتمبر 2016 على موقع واي باك مشين.
129. 1 2 3  الحشرات في منطقة الجوف. موسوعة المملكة العربية السعودية. نسخة محفوظة 22 سبتمبر 2016 على موقع واي باك مشين.
130. ↑  سليمان الذييب. صفحة 217-218-241.
131. ↑  "أكاديمي ألماني: "رجاجيل الجوف" مدفن يعود إلى 6500 سنة". صحيفة سبق. 07 مارس 2016. مؤرشف من الأصل في 2016-03-08. اطلع عليه بتاريخ 2016-04-01.
132. 1 2  "قلعة زعبل .. عندما تتحدث منحوتات 4 آلاف سنة". جريدة عكاظ. 11 نوفمبر 2012. مؤرشف من الأصل في 2016-08-19. اطلع عليه بتاريخ 2016-04-01.
133. ↑  معالم النقوش ومواقعها والكتابات الإسلامية. موسوعة المملكة العربية السعودية. نسخة محفوظة 12 سبتمبر 2017 على موقع واي باك مشين.
134. ↑  قصر مويسن. موسوعة المملكة العربية السعودية. نسخة محفوظة 12 سبتمبر 2017 على موقع واي باك مشين.
135. ↑  قصر العيشان. السياحة السعودية. نسخة محفوظة 19 سبتمبر 2016 على موقع واي باك مشين.
136. ↑  الثقافة التقليدية في المملكة: المواقع الأثرية لسعد الصويان. صفحة 462 إلى 466.
137. ↑  مواقع حوض سكاكا الجنوبي الشرقي. موسوعة المملكة العربية السعودية. نسخة محفوظة 12 سبتمبر 2017 على موقع واي باك مشين.
138. ↑  الثقافة التقليدية في المملكة: المواقع الأثرية لسعد الصويان. صفحة 470 إلى 472.
139. ↑  موقع القدير. موسوعة المملكة العربية السعودية. نسخة محفوظة 12 سبتمبر 2017 على موقع واي باك مشين.
140. ↑  موقع قارة النيصة. موسوعة المملكة العربية السعودية. نسخة محفوظة 12 سبتمبر 2017 على موقع واي باك مشين.
141. ↑  حي الدرع. موسوعة المملكة العربية السعودية. نسخة محفوظة 12 سبتمبر 2017 على موقع واي باك مشين.
142. ↑  قلعة مارد. موسوعة المملكة العربية السعودية. نسخة محفوظة 12 سبتمبر 2017 على موقع واي باك مشين.
143. ↑  مسجد عمر بن الخطاب. موسوعة المملكة العربية السعودية. نسخة محفوظة 12 سبتمبر 2017 على موقع واي باك مشين.
144. ↑  سوق دومة الجندل. نسخة محفوظة 19 سبتمبر 2016 على موقع واي باك مشين.
145. ↑  سوق دومة الجندل القديم. نسخة محفوظة 19 سبتمبر 2016 على موقع واي باك مشين.
146. ↑  موقع الصنيميات. موسوعة المملكة العربية السعودية. نسخة محفوظة 12 سبتمبر 2017 على موقع واي باك مشين.
147. ↑  موقع 201-54. موسوعة المملكة العربية السعودية. نسخة محفوظة 12 سبتمبر 2017 على موقع واي باك مشين.
148. ↑  موقع 201-56. موسوعة المملكة العربية السعودية. نسخة محفوظة 12 سبتمبر 2017 على موقع واي باك مشين.
149. ↑  قلعة الصعيدي. موسوعة المملكة العربية السعودية. نسخة محفوظة 12 سبتمبر 2017 على موقع واي باك مشين.
150. ↑  قصر كاف. موسوعة المملكة العربية السعودية. نسخة محفوظة 12 سبتمبر 2017 على موقع واي باك مشين.
151. ↑  موقع عقيلة المشعان. موسوعة المملكة العربية السعودية. نسخة محفوظة 12 سبتمبر 2017 على موقع واي باك مشين.
152. ↑  القصر النبطي بإثرة. موسوعة المملكة العربية السعودية. نسخة محفوظة 12 سبتمبر 2017 على موقع واي باك مشين.
153. 1 2 3 4 5 6  "الآثار بالقريات". صحيفة الجزيرة. 10 مايو 2007. مؤرشف من الأصل في 2018-09-03. اطلع عليه بتاريخ 2016-04-02.
154. ↑  إثرة. موسوعة المملكة العربية السعودية. نسخة محفوظة 12 سبتمبر 2017 على موقع واي باك مشين.
155. ↑  موقع جبل ماقل. موسوعة المملكة العربية السعودية. نسخة محفوظة 12 سبتمبر 2017 على موقع واي باك مشين.
156. 1 2 3 4 5 6  "متاحف الجوف". السياحة السعودية. مؤرشف من الأصل في 2016-08-17. اطلع عليه بتاريخ 2016-02-23.
157. ↑  "تسعة ملايين ريال و95 ألف زائر تبرهن على نجاح «مهرجان الزيتون» بالجوف". صحيفة الرياض. 18 يناير 2016. مؤرشف من الأصل في 12 سبتمبر 2018. اطلع عليه بتاريخ 25 مارس 201. {{استشهاد ويب}}: تحقق من التاريخ في: |تاريخ الوصول= (مساعدة)
158. ↑  "اقتصادي / مزارعو الجوف يوثقون أكثر من 90 صنفاً من التمور قديماً و حديثاً بمهرجان التمور". مؤرشف من الأصل في 2019-02-25.
159. ↑  "تقرير / دومة الجندل تعرض 50 نوعًا فاخرًا من التمور في مهرجان موسمي .. الأربعاء المقبل". مؤرشف من الأصل في 2019-02-19.
160. ↑  "أمير منطقة الجوف يفتتح مهرجان التمور الثالث بدومة الجندل". صحيفة البلاد. 9 يناير 2016. مؤرشف من الأصل في 2016-10-10. اطلع عليه بتاريخ 2016-01-25.
161. ↑  "الجوف: مهرجان السدو ينطلق بمشاركة 100 أسرة". صحيفة الرياض. 2 ديسمبر 2013. مؤرشف من الأصل في 2019-02-19. اطلع عليه بتاريخ 2016-01-25.
162. ↑  ""أمير الجوف" يوافق على مهرجان "مقيض الهجن" بطبرجل". صحيفة سبق. 31 أغسطس 2015. مؤرشف من الأصل في 2019-02-20. اطلع عليه بتاريخ 2016-03-25.
163. ↑  "اختتام فعاليات مهرجان طبرجل لإحياء التراث ب 20ألف زائر و"وضيحان" يحصد كأس البلدية". إخبارية طبرجل الإلكترونية. 26 مارس 2015. مؤرشف من الأصل في 2016-08-18. اطلع عليه بتاريخ 2016-03-25.
164. ↑  "الجوف.. «السمح» نبات حولي يصاحب التمر على مائدة الضيف". اليوم الإلكتروني. 10 فبراير 2014. مؤرشف من الأصل في 2018-01-10. اطلع عليه بتاريخ 2016-04-02.
165. ↑  "الأكلات الشعبية في منطقة الجوف". صحيفة الرياض. 11 يوليو 2006. مؤرشف من الأصل في 2018-01-10. اطلع عليه بتاريخ 2016-04-02.
166. ↑  "الأطباق الشعبية في منطقة الجوف". السياحة السعودية. مؤرشف من الأصل في 2016-03-30. اطلع عليه بتاريخ 2016-04-02.
167. ↑  الأطعمة والمشروبات الأخرى. موسوعة المملكة العربية السعودية. نسخة محفوظة 10 يناير 2018 على موقع واي باك مشين.
168. ↑  "خيمة المأكولات الشعبية في مهرجان الزيتون". الوطن أون لاين. 22 يناير 2014. مؤرشف من الأصل في 2018-01-10. اطلع عليه بتاريخ 2016-04-02.
169. ↑  فريق العروبة السعودي. موقع كووورة. نسخة محفوظة 24 نوفمبر 2016 على موقع واي باك مشين.
170. ↑  فريق القلعة. موقع كووورة. نسخة محفوظة 17 أغسطس 2016 على موقع واي باك مشين.
171. ↑  فريق الجندل. موقع كووورة. نسخة محفوظة 17 أغسطس 2016 على موقع واي باك مشين.

#### باللغة الإنجليزية
1. ↑  Israel Ephʻal. Page 21.
2. ↑  Hayim Tadmor. Page 87.
3. ↑  Israel Ephʻal. Page 82.
4. ↑  Israel Ephʻal. Page 84.
5. ↑  Israel Ephʻal. Page 85.
6. ↑  Jan Retso. Page 133.
7. ↑  Hans Wildberger. Page 332.
8. ↑  Daniel David Luckenbill. Page 207-208.
9. ↑  Daniel David Luckenbill. Page 208.
10. ↑  Michel Mouton, Stephan G. Schmid. Page 9.
11. ↑  Margreet L. Steiner, Ann E. Killebrew. Page 118.
12. ↑  Dumbrell, Stephan G. Schmid. Page 36-37.
13. ↑  Michel Mouton, Stephan G. Schmid. Page 12.
14. ↑  Al-Otaibi, Fahad. Page 153.

#### باللغة العربية
- مملكة قيدار: دراسة في التاريخ السياسي والحضاري خلال الألف الأول ق.م. هند التركي. مكتبة الملك فهد الوطنية (2011).
- الآثار والكتابات النبطية في منطقة الجوف. خليل بن إبراهيم المعيقل، وسليمان بن عبد الرحمن الذييب. قسم الآثار والمتاحف، كلية الآداب، جامعة الملك سعود (1996).
- نقوش نبطية جديدة من قارة المزاد سكاكا - الجوف. سليمان بن عبد الرحمن الذييب. العصور، المجلد السابع، الجزء الثاني. دار المريخ للنشر - لندن (1992).
- المفصل في تاريخ العرب قبل الإسلام. جواد علي. الطبعة الثانية (1993).
- البداية والنهاية. إسماعيل بن كثير. حققه محمود عبد القادر الأرناؤوط. راجعه عبد القادر الأرناؤوط وبشار عواد معروف. دار ابن كثير (2010).
- في شمال غرب الجزيرة: نصوص، مشاهدات، إنطباعات. حمد الجاسر. منشورات دار اليوامة للبحث والترجمة والنشر (1970).
- الجوف: وادي النفاخ. عبد الرحمن بن أحمد السديري. راجعه خليل بن إبراهيم المعيقل. مؤسسة عبد الرحمن السديري الخيرية (2005).
- عنوان المجد في تاريخ نجد. ابن بشر. حققه عبد الرحمن بن عبد اللطيف آل الشيخ. مطبوعات دارة الملك عبد العزيز (1982).
- موسوعة تاريخ المملكة العربية السعودية: الحديث والمعاصر. مفيد الزيدي. المنهل (2004). ردمك: 9796500021836.
- الثورة السورية الكبرى، 1925-1927 على ضوء وثائق لم تنشر. سلامة عبيد (1951).
- آثار منطقة الجوف، وكالة الآثار والمتاحف بوزارة المعارف، الرياض، 1423هـ/2003م.
- الشمري، خليف (2016). طلال بن عبد الله آل رشيد. 1238-1283هـ/1822-1867م قراءة سوسيو-تاريخية. بيروت: جداول للنشر والتوزيع.
- الحماد، حمد عبدالله (2004). حكم محمد العبد الله بن رشيد لنجد. 1289-1315هـ/1873-1897م (ماجستير thesis). جامعة الملك سعود.
- الفالح، متروك بن هايس (2014). تاريخ الجوف الحديث (1800 - 2013) (ط. الأولى). الرياض.{{استشهاد بكتاب}}:  صيانة الاستشهاد: مكان بدون ناشر (link)

#### باللغة الإنجليزية
- The Ancient Arabs: Nomads on the Borders of the Fertile Crescent, 9Th-5Th Centuries B.C. Israel Ephʻal. BRILL, 1982. ISBN 965-223-400-1.
- The inscriptions of Tiglath-pileser III, King of Assyria. Critical edition, with introductions, translations and commentary. Hayim Tadmor. The Israel Academy of Sciences and Humanities, 1994. ISBN 965-208-111-6.
- The Arabs in Antiquity: Their History from the Assyrians to the Umayyads. Jan Retso. Routledge, 2013. ISBN 1-136-87282-5.
- Continental Commentary Series. Second volume (13-27). Hans Wildberger. Fortress Press, 1997. ISBN 0-8006-9509-7.
- Ancient Records of Assyria and Babylonia. Second volume. Daniel David Luckenbill. University of Chicago Press, 1927.
- The Oxford Handbook of the Archaeology of the Levant: c. 8000-332 BCE. Margreet L. Steiner, Ann E. Killebrew. OUP Oxford, 2014. ISBN 0-19-166255-0.
- Men on the Rocks: The Formation of Nabataean Petra. Michel Mouton, Stephan G. Schmid. Logos Verlag Berlin GmbH, 2013. ISBN 3-8325-3313-3.
- Dumbrell, William J.. 1971. “The Tell El-maskhuta Bowls and the 'kingdom' of Qedar in the Persian Period”. Bulletin of the American Schools of Oriental Research, no. 203. American Schools of Oriental Research: 33–44. DOI:10.2307/1356289.
- Al-Otaibi, Fahad Mutlaq . (2015). The Annexation of the Nabataean Kingdom in 106 A.D: New Epigraphic and Archaeological Consideration. Mediterranean Archaeology and Archaeometry, Vol. 16, No 1,(2016),pp. 151–156. DOI:10.5281/zenodo.27743

## وصلات خارجية
- إمارة منطقة الجوف.
- أمانة منطقة الجوف.
- المديرية العامة للشؤون الصحية بالجوف.
- الإدارة العامة للتعليم بمنطقة الجوف.
- الحساب الرسمي لأمانة المنطقة على تويتر.